# ニューヨーク
ニューヨーク市（ニューヨークし、英: New York City）は、アメリカ合衆国のニューヨーク州にある都市。1790年以来、同国最大の都市である。市域人口は800万人を超え、都市圏人口では定義にもよるが2,000万人以上である。2015年の市内総生産は6,625億ドルであり、全米最大である。ロンドンと共に最高水準の世界都市・金融センターである。国際連合の本部所在地でもあり、世界の政治・経済・文化・ファッション・エンターテインメントなどに多大な影響を及ぼすことから、複数分野における世界の中心としても知られる。漢字の当て字は紐育市・紐約市などがある。
ニューヨーク州と区別する際には、日本ではニューヨーク市と呼ぶことが多い一方で、アメリカ国内などではNYCと省略表記されることが多い。
ニューヨーク州の人口の半数近くを抱え、かつ州と同じ名前を冠する市であるが、州都ではない。

## 概要

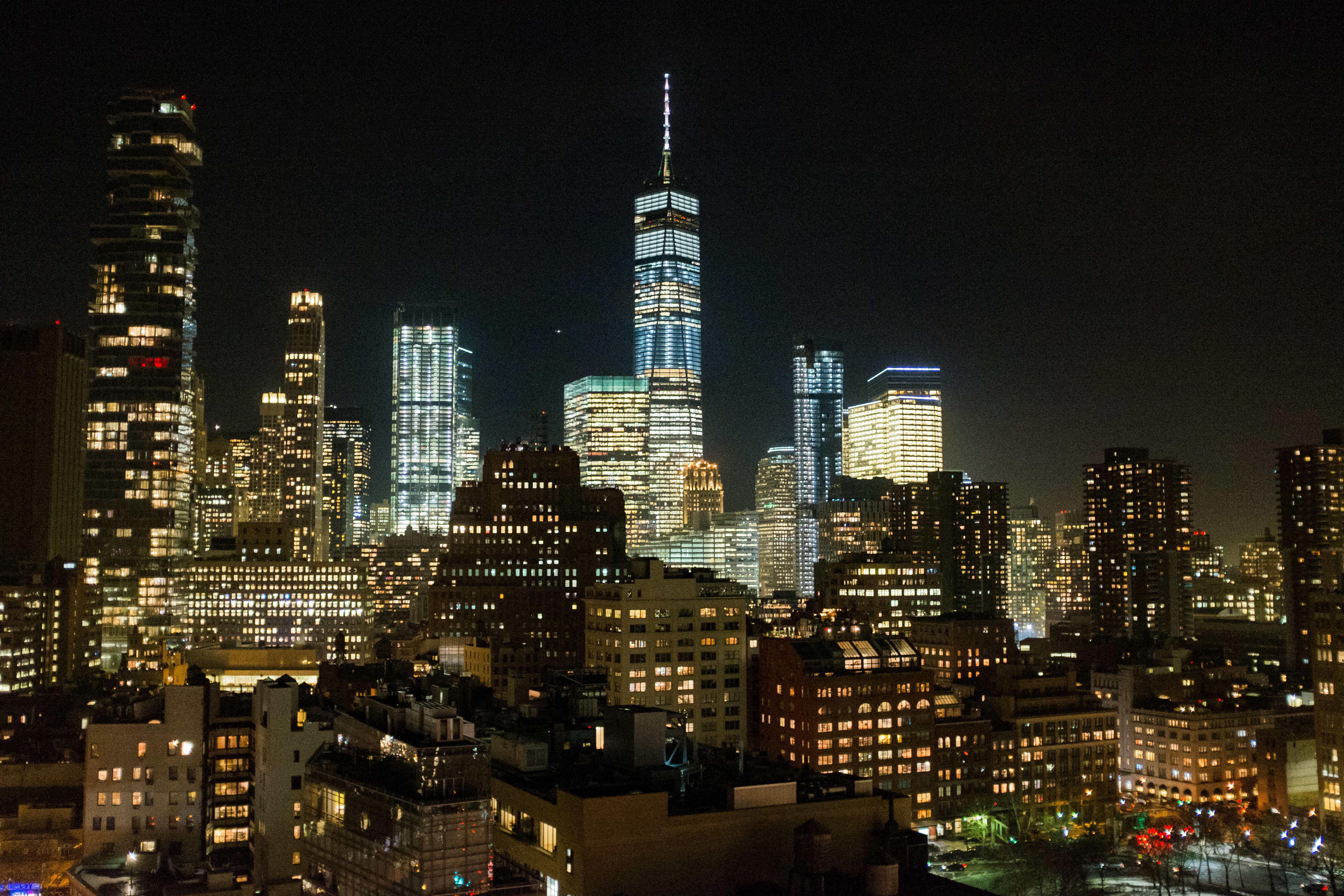
ニューヨーク中心部

ニューヨーク市は、アメリカ合衆国北東部の大西洋に面し、巨大なニューヨーク港を持つ。市はブロンクス、ブルックリン、マンハッタン、クイーンズ、スタテンアイランドという5つの行政区（バロウ、ボロウ）に分けられる。2010年の国勢調査における市域人口は817万5,133人を数え、陸地面積は790km2、人口密度はアメリカ国内の主要都市の中で2位である。ニューヨーク都市圏の人口もまた国内最大であり、ハドソン川対岸のニュージャージー州ニューアークやジャージーシティ、本土側のヨンカーズやニューロシェル、およびロングアイランドなどを含む都市圏は1,889万7,109人、コネチカット州のスタンフォード、ブリッジポート、ニューヘイブンやニュージャージー州の州都トレントン、内陸のポキプシーなどを含む広域都市圏は2,208万5,649人（いずれも2010年国勢調査）の人口を抱えている。
アメリカ合衆国の都市の中では公共交通機関が際立って多く利用されており、多くの交通機関が24時間運行している。また人口密度の高さと、その多様性も著しい。2005年の調査によれば、市内では170近くの言語が話され、人口の36%がアメリカ合衆国の外で生まれた人であった。
ニューヨークは「眠らない街」とも呼ばれ、そのほかにも「ビッグ・アップル」「ゴッサム」といったニックネームがある。
ニューヨークは1624年にオランダ人の手によって交易場として築かれた町である。この入植地は1664年までニューアムステルダムと呼ばれていたが、同年イギリス人の支配が始まって現在の名称になった。1785年から1790年まではアメリカ合衆国の首都としての役割を担った。
市内には世界的に知られた地区やランドマークが数多くある。自由の女神像は、19世紀末から20世紀初めにかけて、アメリカへ渡ってきた何百万人もの移民を出迎えていた。ロウアー・マンハッタンのウォール街は第二次世界大戦以来金融の国際的中心地であり、ニューヨーク証券取引所が置かれている。エンパイア・ステート・ビルディングや1 ワールドトレードセンターなど超高層ビルも多く建ち並び、ワールドトレードセンターもそのひとつであった。国際連合本部ビルもあり、国際政治の中心でもある。
またニューヨークではハーレム・ルネサンス、絵画の抽象表現主義、ポップアートや、ヒップホップ、パンク・ロック、ロフト・ジャズ、サルサ、ディスコ、ティン・パン・アレーなどの音楽ジャンルが生まれた。ブロードウェイ劇場も有名である。
アメリカの総合不動産サービス会社であるジョーンズ・ラング・ラサールが2017年に都市ビジネスシンクタンク「The Business of Cities」と共同発表した総合的な世界都市ランキングにおいて、ロンドンに次ぐ世界2位の都市と評価された。また、2017年に日本の森記念財団都市戦略研究所が発表した「世界の都市総合力ランキング」においても、ロンドンに次ぐ世界2位の都市と評価された。
一方、国勢調査局と疾病予防管理センターのデータを使って、ハーバード大学とカナダのブリティッシュコロンビア大学が調査をしたところ、ニューヨークは全米でもっとも不幸だと感じる都市とする結果となった。
エコノミストの兄弟会社で調査業務を行っているエコノミスト・インテリジェンス・ユニットによれば、2016年9月時点で生活費の世界ランキングで第9位と報じられ、ニューヨークの生活費が世界的に見て高いことが報じられている。さらに、ニューヨークは世界でもっともビリオネア（資産が10億ドル以上）が多い街であり、彼らが行う投資活動が世界経済に絶大な影響力を及ぼしている。

## 歴史

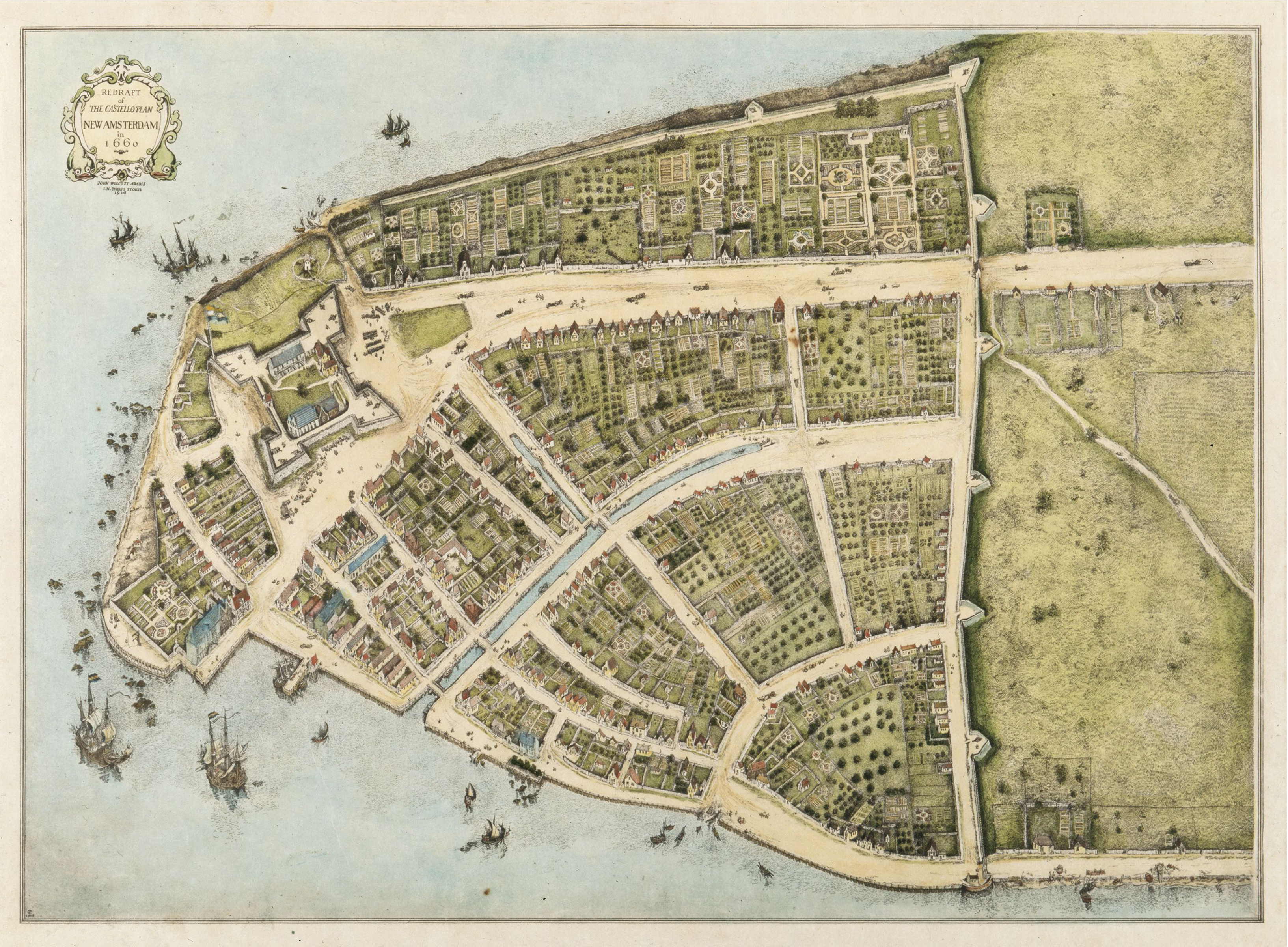
1660年のロウアー・マンハッタン（右が北）。当時、ニュー・アムステルダムの一部であった。

1524年、フランス国王の命を受けたイタリアの探検家ジョバンニ・ダ・ヴェラッツァーノがこの地域に到達し、ヌーヴェル・アングレーム（Nouvelle Angoulême）と呼んだ。その当時、ここには約5,000人のレナペ族インディアンが住んでいた。
ヨーロッパ人の入植は、オランダ人が1614年にマンハッタンの南端に毛皮貿易のために建てた植民地が始まりであり、これが後に「ニューアムステルダム」と呼ばれるようになった。オランダ植民地の総裁ピーター・ミヌイットが、1626年、レナペ族（デラウェア族）からマンハッタン島を60ギルダー（2006年現在の換算で1,000ドル程度）分の物品と交換した。現在では否定されているが、マンハッタンの代価は24ドル相当のガラスのビーズであったという伝説もある。インディアンには「土地を売る」という文化がそもそもなかったため、この取引を彼らが理解していたかどうかは疑わしい。以後、ボタンをかけ違えたまま、レナペ族や周辺部族と入植者は何度も領土をめぐって戦いが繰り返されているのである。
1664年、イギリス人が町を征服し、イングランド王ジェームズ2世（ヨーク＝オールバニ公爵）の名を取って「ニューヨーク」と名付けた。第二次英蘭戦争の末、オランダは、北アメリカでイギリスによるニューアムステルダム（ニューヨーク）の支配を認める代わりに、南米のスリナムとインドネシア・バンダ諸島のラン島（当時は香辛料貿易の中心地で、毛皮貿易のニューヨークより価値のある土地であった）の支配を得た。1700年までに、レナペ族の人口は200人まで減少していた。
ニューヨークはイギリス帝国の支配の下で貿易港としての重要性を増していった。1735年にはジョン・ピーター・ゼンガー事件の裁判が行われ、北アメリカにおける報道の自由の確立へとつながっていった。1754年の国王ジョージ2世の勅許によって、ロウアー・マンハッタンに王立大学としてコロンビア大学が設立された。1765年10月には印紙法会議がニューヨークで開かれた。
ニューヨークでは独立戦争の間、大きな戦闘が繰り返し行われた。1776年にアッパー・マンハッタンで行われたワシントン砦の戦いでアメリカ軍が大敗したあと、街はイギリス軍の北アメリカにおける軍事的・政治的拠点となり、戦争が終わる1783年までイギリス軍の占領は続いた。終戦後まもなく連合会議の会期がここで行われ、ニューヨーク市はアメリカ合衆国の首都となった。ここで憲法が批准され、初代大統領ジョージ・ワシントンが1789年に就任式を迎えた。第1回連邦議会の初めての会期が開かれ、権利章典が起草された。これらの舞台となったのは、ウォール街のフェデラル・ホールであった。1790年には、ニューヨークはフィラデルフィアを抜いてアメリカ合衆国最大の都市へと成長していた。
19世紀、ニューヨークは移民と開発によって大きく変貌した。1811年委員会計画によって、マンハッタン全域が格子状の通りで覆われた。1819年にエリー運河が開通し、大西洋の港と北アメリカ内陸部の広大な農業市場とを結んだ。この地域の政治を牛耳ったのは、アイルランド系移民に支えられた政治的マシーンであるタマニー・ホールであった。公共精神あふれる商人階級の陳情によって、セントラル・パークの建設が始まり、1857年にアメリカの都市の中で最初の景観設計された公園となった。マンハッタンやブルックリンには、大勢の自由黒人もいた。ニューヨークでは1827年まで奴隷制が維持されていたが、1830年代、ニューヨークは北部における奴隷制廃止運動の中心地となった。1840年の時点で、ニューヨークの黒人人口は1万6,000人を超えていた。1860年までにアイルランド系の人口は20万人を超え、市の人口の4分の1を占めていた。

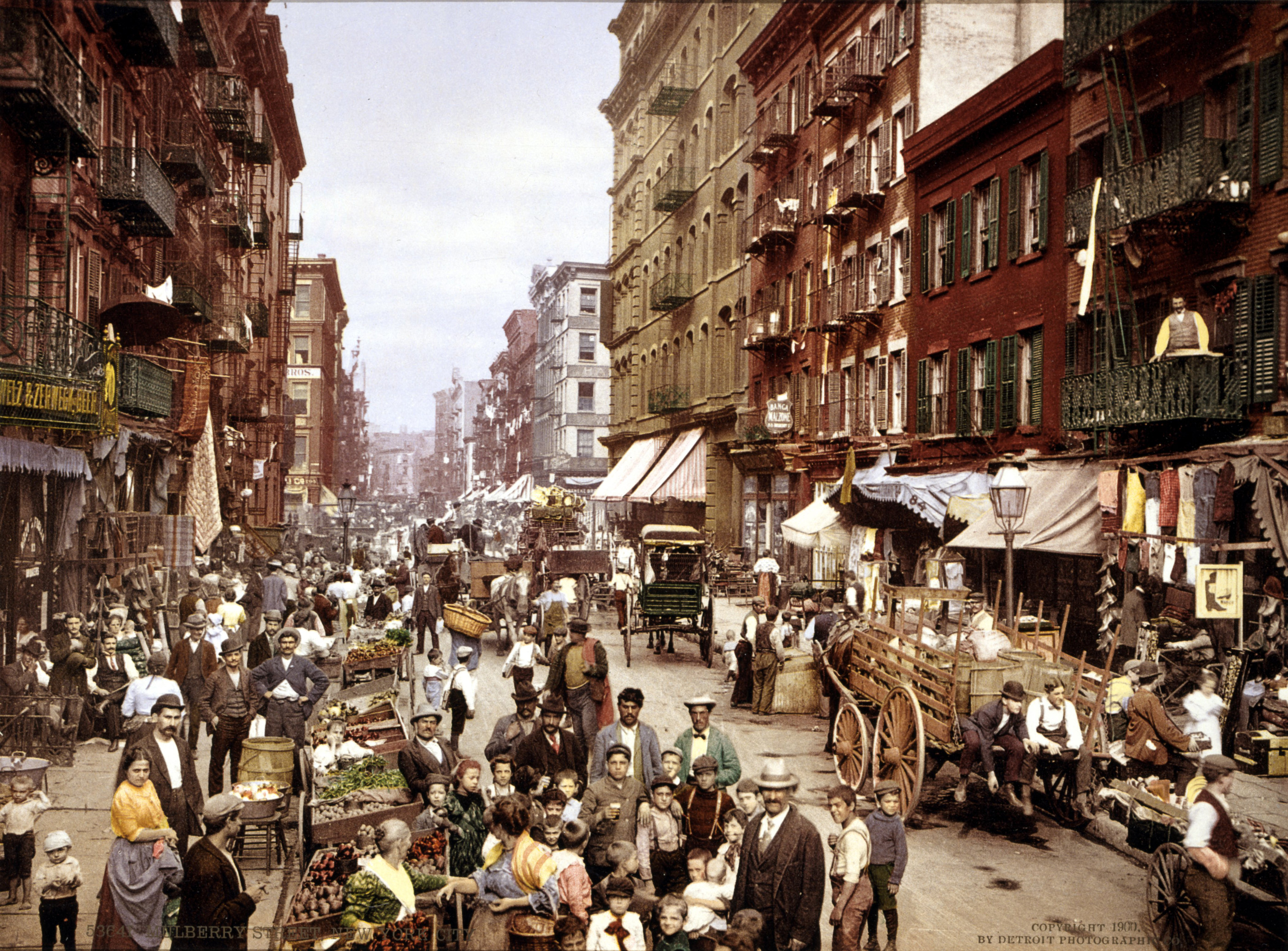
マンハッタンのロウアー・イースト・サイド、マルベリー・ストリート（1900年ごろ）

南北戦争（1861年 - 1865年）の時の徴兵制に対する不満から、1863年にニューヨーク徴兵暴動が発生した。これはアメリカ史の中で最悪の暴動のひとつとなった。1898年、ブルックリン（当時独立市であった）と、ニューヨーク郡（ブロンクスの一部を含んでいた）、リッチモンド郡、そしてクイーンズ郡西部が合併して、現在のニューヨーク市が形成された。1904年にはニューヨーク市地下鉄が開通し、新しい市の統合に役立った。20世紀後半、ニューヨーク市は世界の産業、商業、情報の中心地となった。しかし、その陰では犠牲もあった。1904年、蒸気船ジェネラル・スローカム号がイースト・リバーで火災に遭い、乗っていた1,031人が死亡した。1911年に起きたトライアングル・シャツウェイスト工場の火事は、ニューヨーク市で最悪の産業災害で、146人の衣類製造工場労働者が死亡し、国際女性衣類労働組合の成長を促すと共に工場の安全基準の大幅な改善につながった。

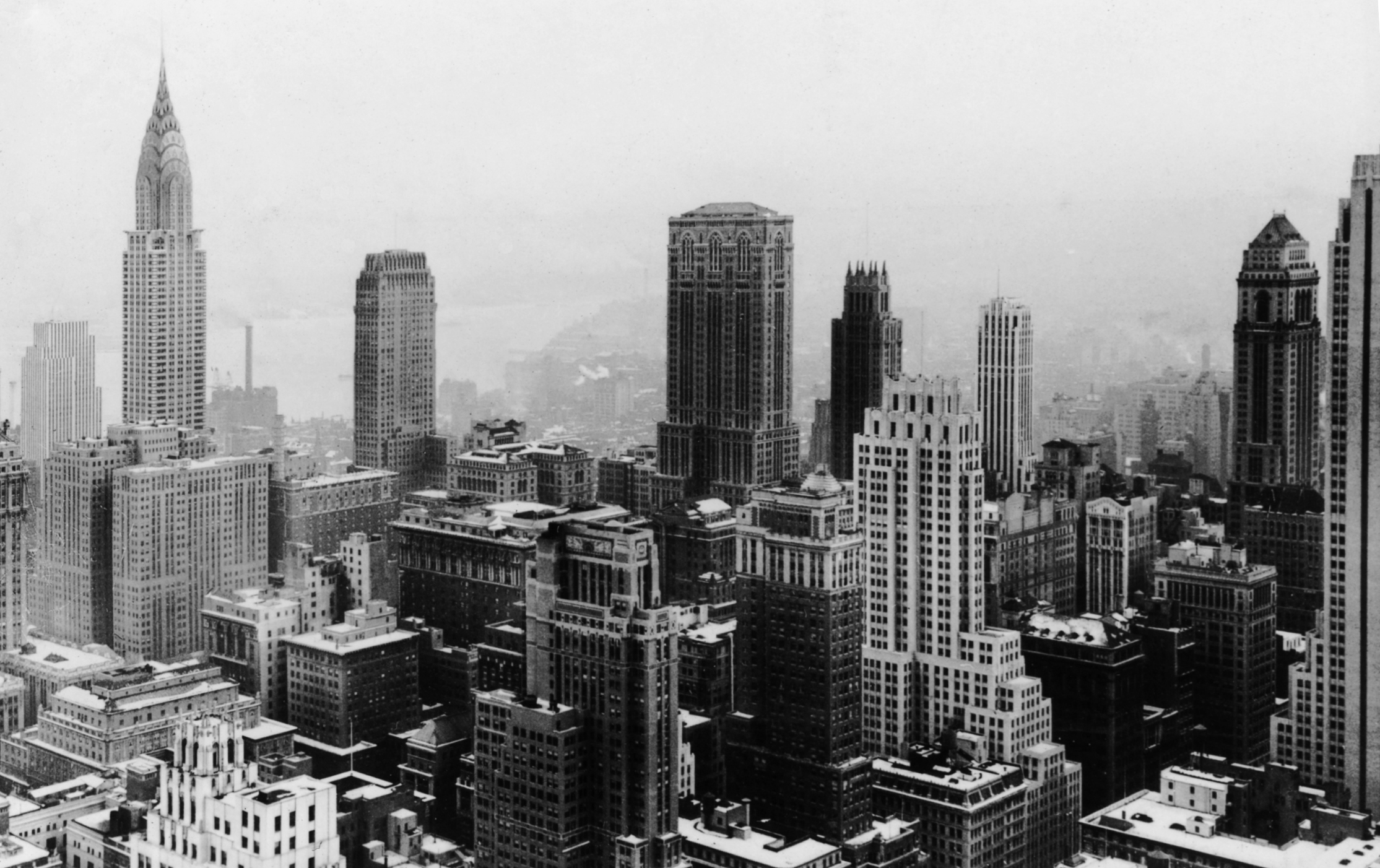
ロックフェラー・センターから見たミッドタウン（1932年）

1920年代、ニューヨーク市はアフリカ系アメリカ人の大移動で南部から来たアフリカ系アメリカ人にとっての主要な行き先となった。1916年までに、ニューヨーク市に住むアフリカ系都市移住者は北アメリカで最多となった。禁酒法時代にはハーレム・ルネサンスが栄え、それと同じころ急激な経済成長にともない超高層ビルが競うように建てられ、街の風景は大きく変わった。1920年代初頭にニューヨーク市はロンドンを抜いて、世界で最大の人口を擁する都市となった。またニューヨーク都市圏の人口は、1930年初頭に1,000万人を超え、人類史上最初のメガシティとなった。世界恐慌の時代には、改革派のフィオレロ・ラガーディア（Fiorello LaGuardia）が市長に選出され、市政を牛耳ってきた利権団体タマニー・ホールは80年に及ぶ政治的支配を失った。
第二次世界大戦からの兵士の復員によって戦後経済の勃興が始まり、クイーンズ東部で広大な住宅地域の開発が進んだ。ニューヨークは戦争の傷跡を見せずに、世界の一流都市へと成長した。ウォール街はアメリカを世界経済の覇者へと押し上げ、国際連合本部ビル（1950年完成）の設置はニューヨークの政治的影響力を知らしめた。ニューヨークで生まれた抽象表現主義は、この街をパリに代わる世界の芸術の中心地へと変えた。

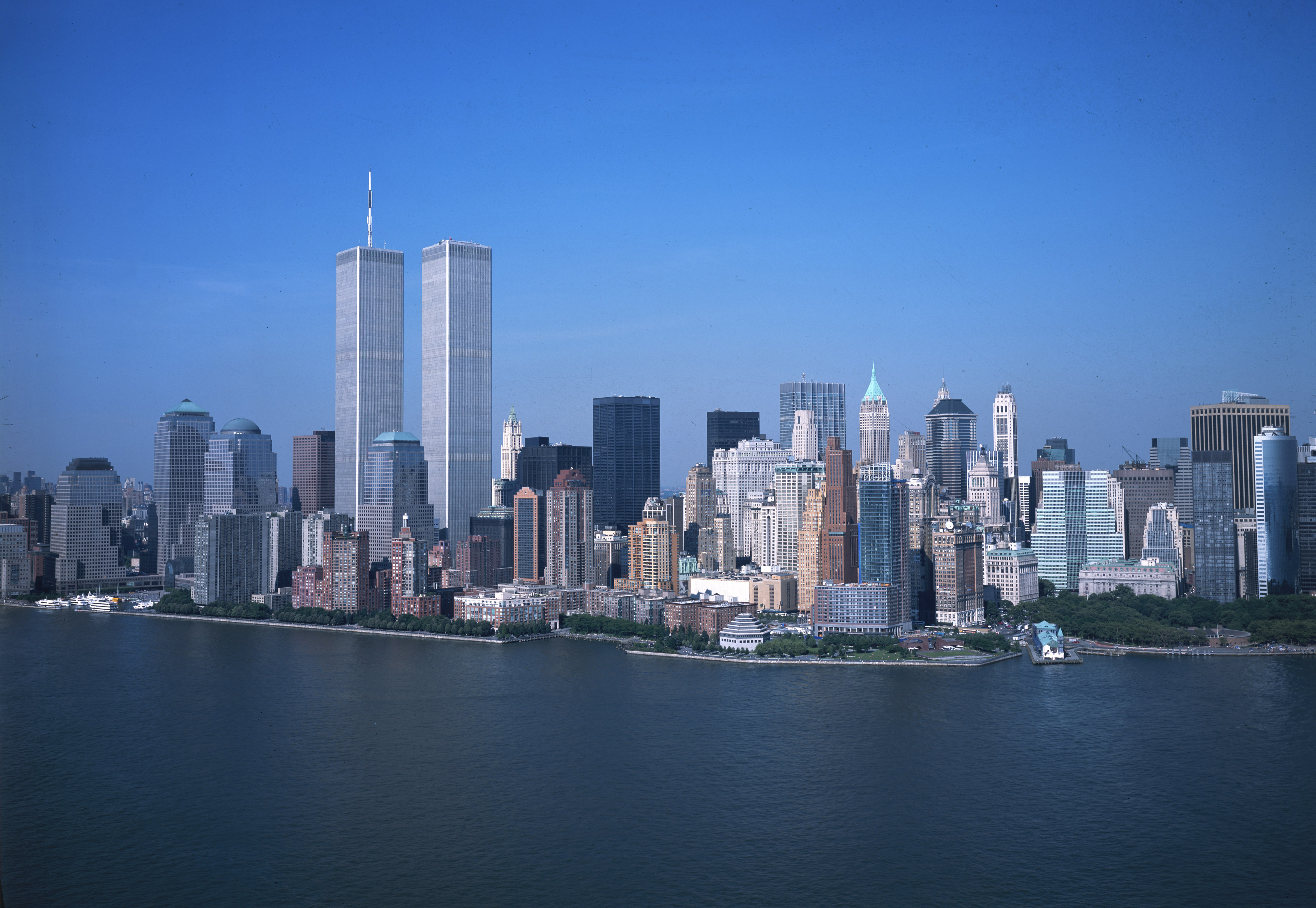
9.11テロの前のロウアー・マンハッタン（2001年8月）

1960年代のニューヨークは経済的停滞・犯罪率の上昇・人種間対立の高まりに苦しみ、1970年代にピークを迎えた。1980年代は、金融業の盛り返しによって市の財政は改善を見せた。1990年代までに人種間対立も緩和し、犯罪率は劇的に下落した。そしてアジアとラテンアメリカからの新しい移民の波が訪れた。シリコンバレーのような新しい産業部門も興り、ニューヨークの人口は2000年の国勢調査で史上最高に達した。
ニューヨークは2001年9月11日の同時多発テロの現場のひとつとなり、ワールド・トレード・センターの崩壊で、3,000人近くの人が命を落とした。跡地には2014年に開業した1 ワールドトレードセンター（旧称フリーダム・タワー）を含む新たな高層ビルが慰霊の広場やテロに関する記念館を囲む形で建設されている。現在も工事は続いており、再開発の完了は2028年頃を予定している。

## 自然

### 地勢

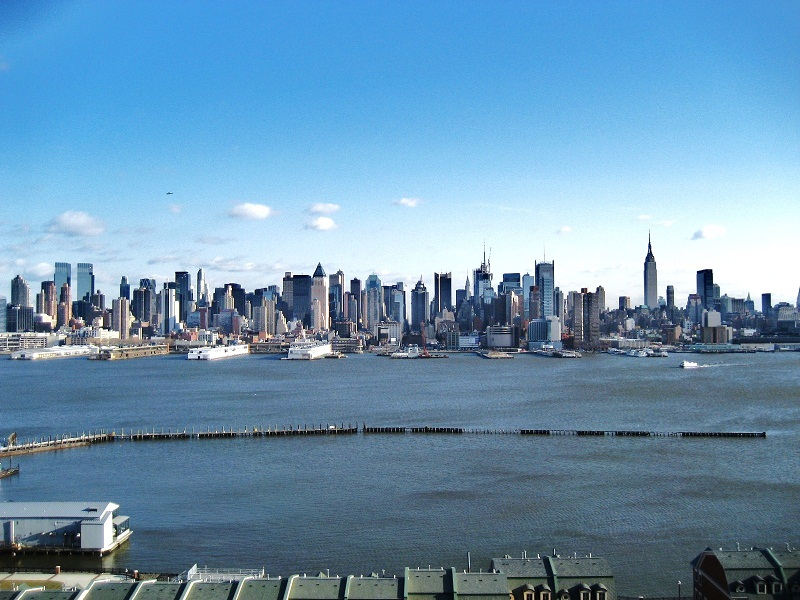
Hamilton Parkから望むマンハッタン島

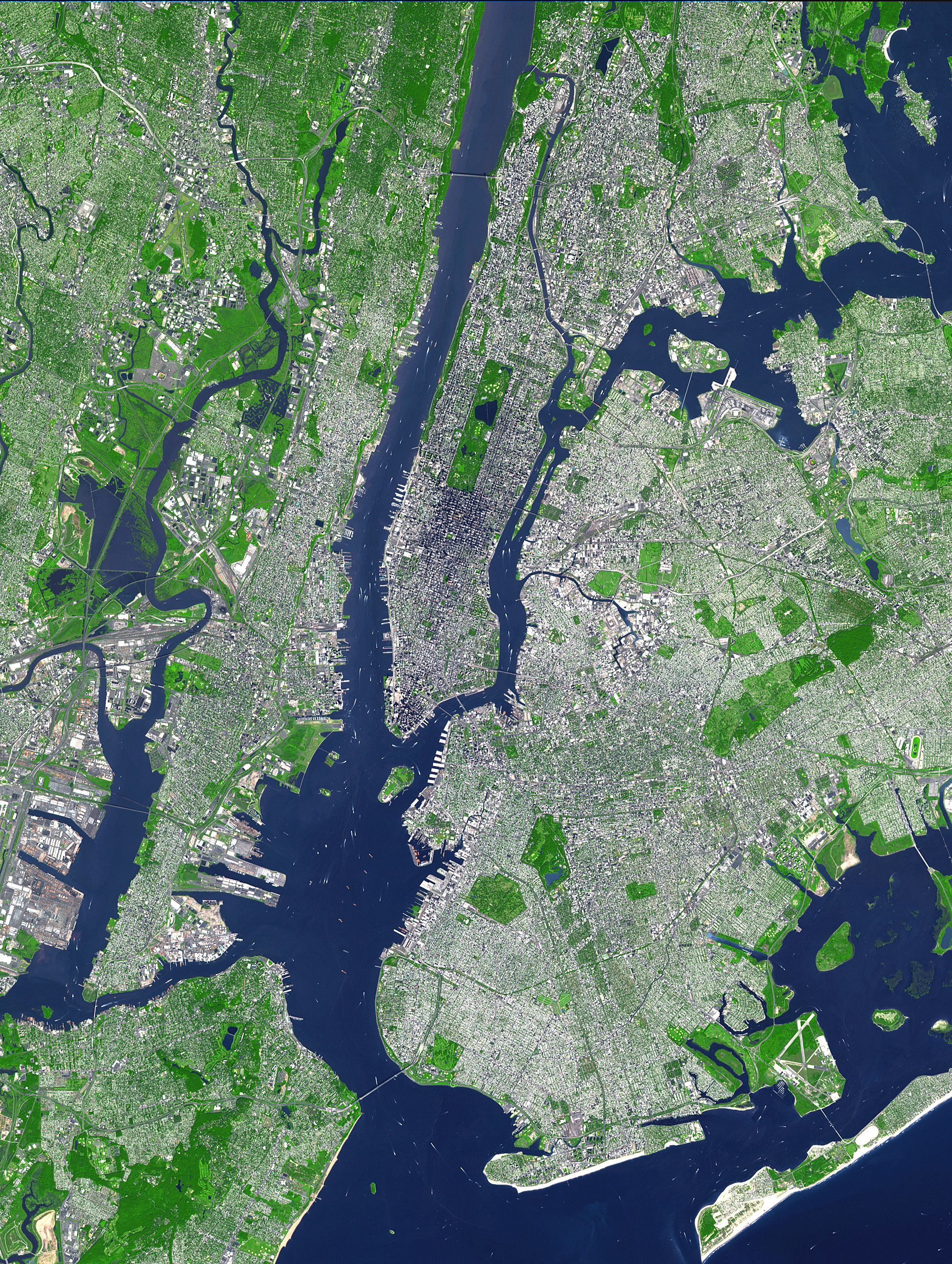
ニューヨーク都市圏の中心部を写した衛星写真。ここに写った地域に1,000万人以上が暮らす。

ニューヨーク市は北東部にあるニューヨーク州の南東部に位置し、ワシントンD.C.とボストン（マサチューセッツ州）のおよそ中間にある。緯度経度は北緯40度46分 西経73度54分 / 北緯40.767度 西経73.900度で、緯度は日本の青森市とほぼ同じ。ハドソン川の河口に当たる。ハドソン川は、天然の港に流れ込み、さらに大西洋へつながっており、街の交易都市としての発展に貢献してきた。ニューヨーク市の大部分はマンハッタン・スタテンアイランド・ロングアイランドという3つの島の上にある為陸地面積が狭く、人口密度が高い原因となっている。
ハドソン川はハドソン渓谷を通ってニューヨーク湾に流れ込み、河口はニューヨーク市とトロイ市の間の三角江となっている。またハドソン川によってニュージャージー州とニューヨーク市が隔てられている。イースト川（実際には海峡）はロングアイランド湾から流れ、ブロンクスおよびマンハッタンと、ロングアイランドとを隔てている。ハーレム川（実際にはイースト川とハドソン川をつなぐ海峡）は本土の一部であるブロンクスと、マンハッタンとを隔てている。
市の地形にはかなり人の手が加わっている。オランダ植民地時代から、川岸に沿って大規模な埋め立てが進められたためである。埋め立てがもっとも進んだのはロウアー・マンハッタンであり、1970年代から1980年代にかけてバッテリー・パーク・シティの開発が行われた。自然の地勢は、特にマンハッタンにおいては平坦にならされた。マンハッタンはもとは丘の多い地形で、非常にしっかりとした岩盤（マンハッタン片岩）が地下にあるため、超高層ビルの建設に適した地形である。
市の総面積は1,214km2、うち水面面積は425km2、陸地面積は789km2である。標高がもっとも高いのはスタテンアイランドのTodt Hillの124.9メートルであり、これはメイン州以南の東海岸の中で最高地点である。その頂上付近は、スタテンアイランド緑地帯（英語: Staten Island Greenbelt）の一部をなし、ほとんど森林に覆われている。

### 環境
ニューヨーク市での公共交通機関の利用率は国内最高であり、ガソリン消費は1920年代の全国平均と同じレベルである。公共交通機関の利用によって、2006年において66億リットルの石油が節約されており、ニューヨークの節約量は全国の公共交通機関による節約量の半分を占める。人口密度の高さ、自動車利用率の低さ、公共交通機関の利用率の高さにより、ニューヨークはアメリカの中でもっともエネルギー効率の高い都市のひとつとなっている。温室効果ガスの排出量は、全国平均が1人当たり24.5トンであるのに対し、ニューヨーク市は1人当たり7.1トンである。ニューヨーク市民全体では、国の人口の2.7%を占める一方で、国全体の温室効果ガス排出量に占める割合は1%である。ニューヨーク市民の平均電気消費量は、サンフランシスコ市民の半分以下、テキサス州ダラス市民の4分の1近くである。
近年、ニューヨーク市は環境への負荷を減らすことに重点を置いている。環境汚染のため、市民の間ではぜんそくその他の呼吸器系の疾患の発生率が高くなっている。市政府は、市の事務所および公共施設においてもっともエネルギー効率の高い設備を購入することが義務づけられている。また、クリーンなディーゼル＝ハイブリッド車や圧縮天然ガス車の数は国内で最大であり、国内初のハイブリッドのタクシーも走っている。ニューヨーク市は、アメリカ合衆国環境保護庁に対して温室効果ガスを汚染物質として規制するよう命じた連邦最高裁判所のマサチューセッツ州対合衆国環境保護庁事件において、申立人の一員となっていた。また、ニューヨーク市は、エネルギー効率の高い緑の建築の分野でも、ハースト・タワーの建築に見られるように、先進的な立場に立っている。
ニューヨーク市の飲料水は、キャッツキル山地の集水域からキャッツキルアケダクトなどのトンネルを経て供給されている。集水域の清浄さと、天然の水濾過により、水処理プラントによる飲み水の浄化を必要とせず、そのような都市はニューヨーク市を含めアメリカ国内に4つしかない。

## 気候
ケッペンの気候区分によると、ニューヨーク市の気候は温暖湿潤気候（Cfa）に属する。
夏季は、最暖月である7月の日平均気温が25.3℃、平均最高気温は29.4℃である。冬季は、最寒月である1月の日平均気温が0.9℃、平均最低気温は-2.3℃である。
年間平均降水量は1257.9mmである。また、年間平均降雪量は75.8cmである。
年間平均日照時間は2534.7時間である。
| ニューヨーク市（セントラル・パーク）（平均値：1991年-2020年、極値：1869年-現在）の気候 | ニューヨーク市（セントラル・パーク）（平均値：1991年-2020年、極値：1869年-現在）の気候 | ニューヨーク市（セントラル・パーク）（平均値：1991年-2020年、極値：1869年-現在）の気候 | ニューヨーク市（セントラル・パーク）（平均値：1991年-2020年、極値：1869年-現在）の気候 | ニューヨーク市（セントラル・パーク）（平均値：1991年-2020年、極値：1869年-現在）の気候 | ニューヨーク市（セントラル・パーク）（平均値：1991年-2020年、極値：1869年-現在）の気候 | ニューヨーク市（セントラル・パーク）（平均値：1991年-2020年、極値：1869年-現在）の気候 | ニューヨーク市（セントラル・パーク）（平均値：1991年-2020年、極値：1869年-現在）の気候 | ニューヨーク市（セントラル・パーク）（平均値：1991年-2020年、極値：1869年-現在）の気候 | ニューヨーク市（セントラル・パーク）（平均値：1991年-2020年、極値：1869年-現在）の気候 | ニューヨーク市（セントラル・パーク）（平均値：1991年-2020年、極値：1869年-現在）の気候 | ニューヨーク市（セントラル・パーク）（平均値：1991年-2020年、極値：1869年-現在）の気候 | ニューヨーク市（セントラル・パーク）（平均値：1991年-2020年、極値：1869年-現在）の気候 | ニューヨーク市（セントラル・パーク）（平均値：1991年-2020年、極値：1869年-現在）の気候 |
| 月                                                                                     | 1月                                                                                    | 2月                                                                                    | 3月                                                                                    | 4月                                                                                    | 5月                                                                                    | 6月                                                                                    | 7月                                                                                    | 8月                                                                                    | 9月                                                                                    | 10月                                                                                   | 11月                                                                                   | 12月                                                                                   | 年                                                                                     |
| -------------------------------------------------------------------------------------- | -------------------------------------------------------------------------------------- | -------------------------------------------------------------------------------------- | -------------------------------------------------------------------------------------- | -------------------------------------------------------------------------------------- | -------------------------------------------------------------------------------------- | -------------------------------------------------------------------------------------- | -------------------------------------------------------------------------------------- | -------------------------------------------------------------------------------------- | -------------------------------------------------------------------------------------- | -------------------------------------------------------------------------------------- | -------------------------------------------------------------------------------------- | -------------------------------------------------------------------------------------- | -------------------------------------------------------------------------------------- |
| 最高気温記録 °C （°F）                                                                 | 22 (72)                                                                                | 26 (78)                                                                                | 30 (86)                                                                                | 36 (96)                                                                                | 37 (99)                                                                                | 38 (101)                                                                               | 41 (106)                                                                               | 40 (104)                                                                               | 39 (102)                                                                               | 34 (94)                                                                                | 29 (84)                                                                                | 24 (75)                                                                                | 41 (106)                                                                               |
| 平均最高気温 °C （°F）                                                                 | 4.2 (39.5)                                                                             | 5.7 (42.2)                                                                             | 9.9 (49.9)                                                                             | 16.6 (61.8)                                                                            | 21.9 (71.4)                                                                            | 26.5 (79.7)                                                                            | 29.4 (84.9)                                                                            | 28.5 (83.3)                                                                            | 24.6 (76.2)                                                                            | 18.1 (64.5)                                                                            | 12.2 (54.0)                                                                            | 6.8 (44.3)                                                                             | 17.03 (62.64)                                                                          |
| 日平均気温 °C （°F）                                                                   | 1.0 (33.7)                                                                             | 2.0 (35.9)                                                                             | 5.9 (42.8)                                                                             | 11.6 (53.7)                                                                            | 17.1 (63.2)                                                                            | 22.4 (72.0)                                                                            | 25.3 (77.5)                                                                            | 24.8 (76.1)                                                                            | 20.8 (69.2)                                                                            | 14.7 (57.9)                                                                            | 9.2 (48.0)                                                                             | 3.7 (39.1)                                                                             | 13.21 (55.76)                                                                          |
| 平均最低気温 °C （°F）                                                                 | −2.3 (27.9)                                                                            | −1.4 (29.5)                                                                            | 2.1 (35.8)                                                                             | 7.5 (45.5)                                                                             | 12.8 (55.0)                                                                            | 18 (64.4)                                                                              | 21.2 (70.1)                                                                            | 20.5 (68.9)                                                                            | 16.8 (62.3)                                                                            | 10.8 (51.4)                                                                            | 5.6 (42.0)                                                                             | 1 (33.8)                                                                               | 9.38 (48.88)                                                                           |
| 最低気温記録 °C （°F）                                                                 | −21 (−6)                                                                               | −26 (−15)                                                                              | −16 (3)                                                                                | −11 (12)                                                                               | 0 (32)                                                                                 | 7 (44)                                                                                 | 11 (52)                                                                                | 10 (50)                                                                                | 4 (39)                                                                                 | −2 (28)                                                                                | −15 (5)                                                                                | −25 (−13)                                                                              | −26 (−15)                                                                              |
| 降水量 mm （inch）                                                                     | 92.5 (3.64)                                                                            | 81 (3.19)                                                                              | 109 (4.29)                                                                             | 103.9 (4.09)                                                                           | 100.6 (3.96)                                                                           | 115.3 (4.54)                                                                           | 116.8 (4.60)                                                                           | 115.8 (4.56)                                                                           | 109.5 (4.31)                                                                           | 111.3 (4.38)                                                                           | 90.9 (3.58)                                                                            | 111.3 (4.38)                                                                           | 1,257.9 (49.52)                                                                        |
| 降雪量 cm （inch）                                                                     | 22.4 (8.8)                                                                             | 25.7 (10.1)                                                                            | 12.7 (5.0)                                                                             | 1 (0.4)                                                                                | 0 (0.0)                                                                                | 0 (0.0)                                                                                | 0 (0.0)                                                                                | 0 (0.0)                                                                                | 0 (0.0)                                                                                | 0.3 (0.1)                                                                              | 1.3 (0.5)                                                                              | 12.4 (4.9)                                                                             | 75.8 (29.8)                                                                            |
| 平均降水日数 （≥0.01 in）                                                              | 10.8                                                                                   | 10.0                                                                                   | 11.1                                                                                   | 11.4                                                                                   | 11.5                                                                                   | 11.2                                                                                   | 10.5                                                                                   | 10.0                                                                                   | 8.8                                                                                    | 9.5                                                                                    | 9.2                                                                                    | 11.4                                                                                   | 125.4                                                                                  |
| 平均降雪日数 （≥0.1 in）                                                               | 3.7                                                                                    | 3.2                                                                                    | 2.0                                                                                    | 0.2                                                                                    | 0.0                                                                                    | 0.0                                                                                    | 0.0                                                                                    | 0.0                                                                                    | 0.0                                                                                    | 0.0                                                                                    | 0.2                                                                                    | 2.1                                                                                    | 11.4                                                                                   |
| 平均月間日照時間                                                                       | 162.7                                                                                  | 163.1                                                                                  | 212.5                                                                                  | 225.6                                                                                  | 256.6                                                                                  | 257.3                                                                                  | 268.2                                                                                  | 268.2                                                                                  | 219.3                                                                                  | 211.2                                                                                  | 151.0                                                                                  | 139.0                                                                                  | 2,534.7                                                                                |
| 出典：NOAA                                                                             |                                                                                        |                                                                                        |                                                                                        |                                                                                        |                                                                                        |                                                                                        |                                                                                        |                                                                                        |                                                                                        |                                                                                        |                                                                                        |                                                                                        |                                                                                        |

## 街並み

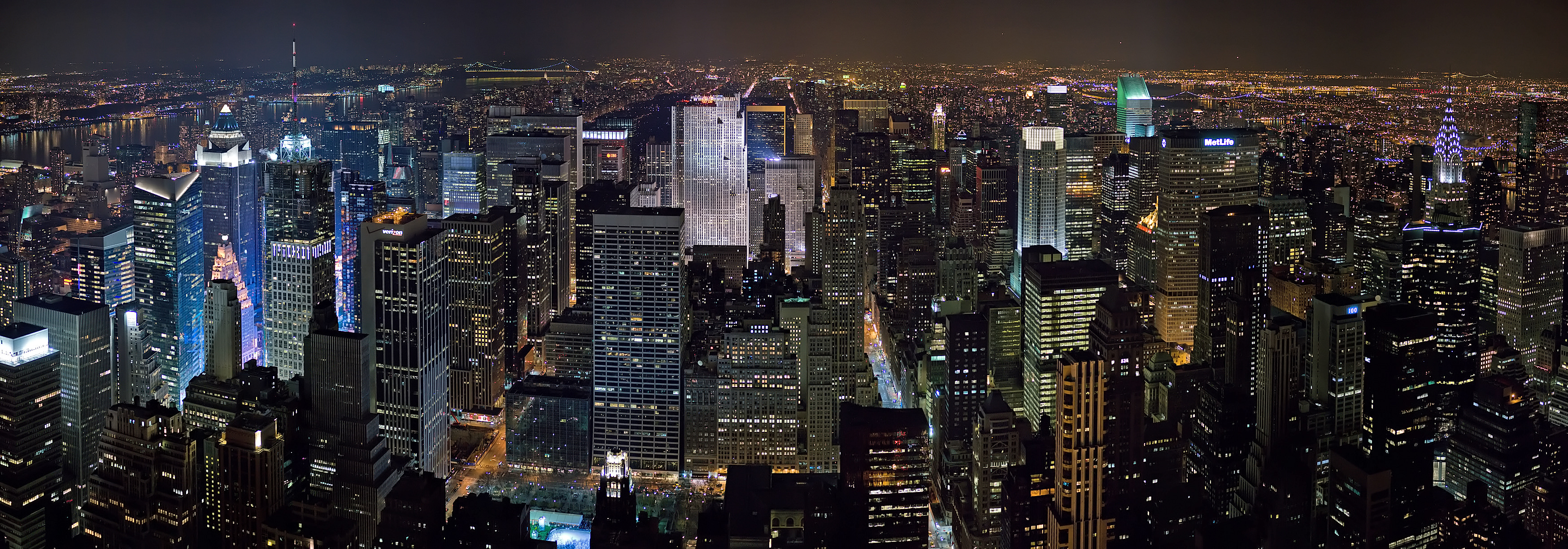
エンパイア・ステート・ビルディングからのミッドタウンの夜景

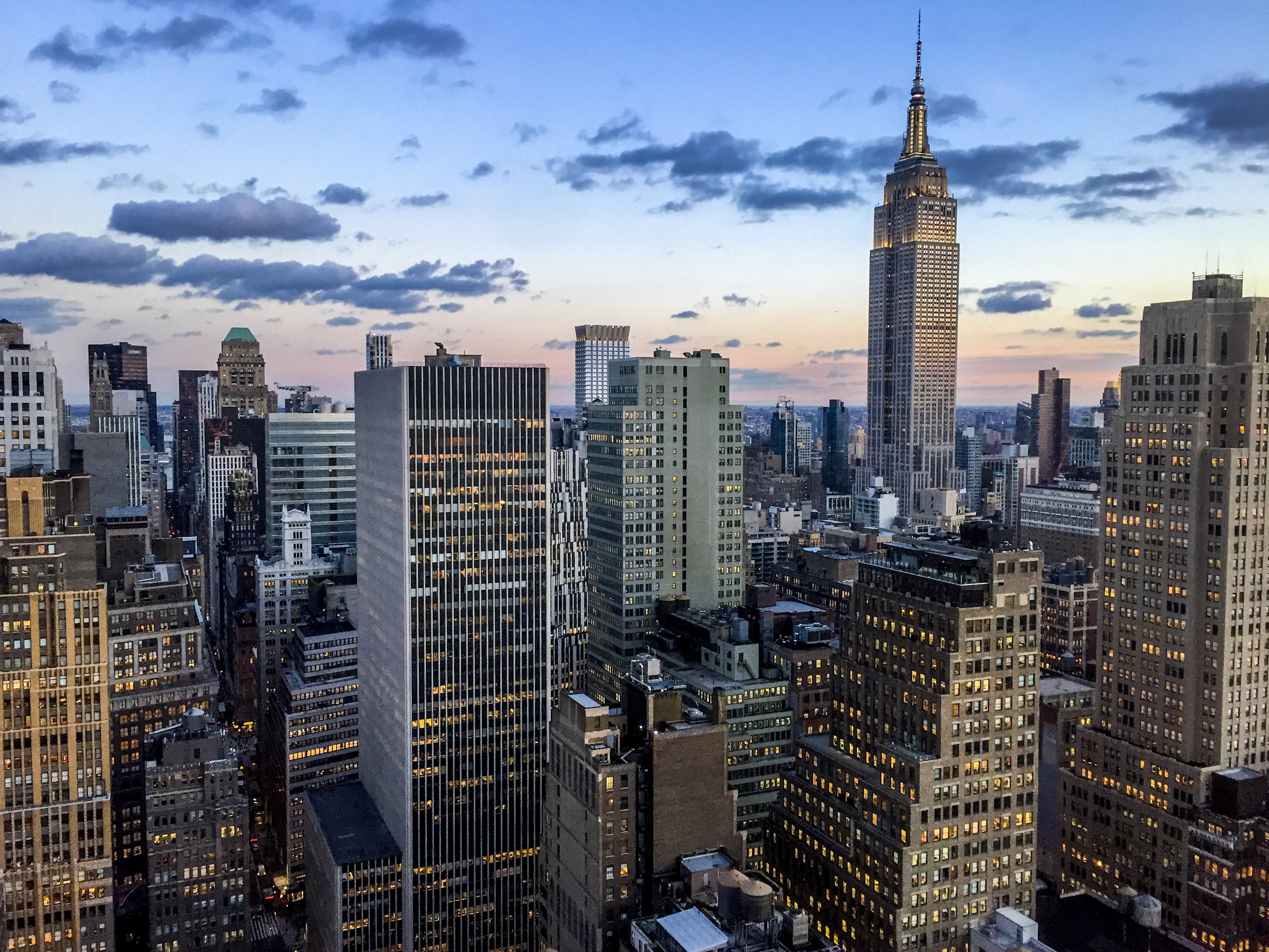
エンパイア・ステート・ビルディング
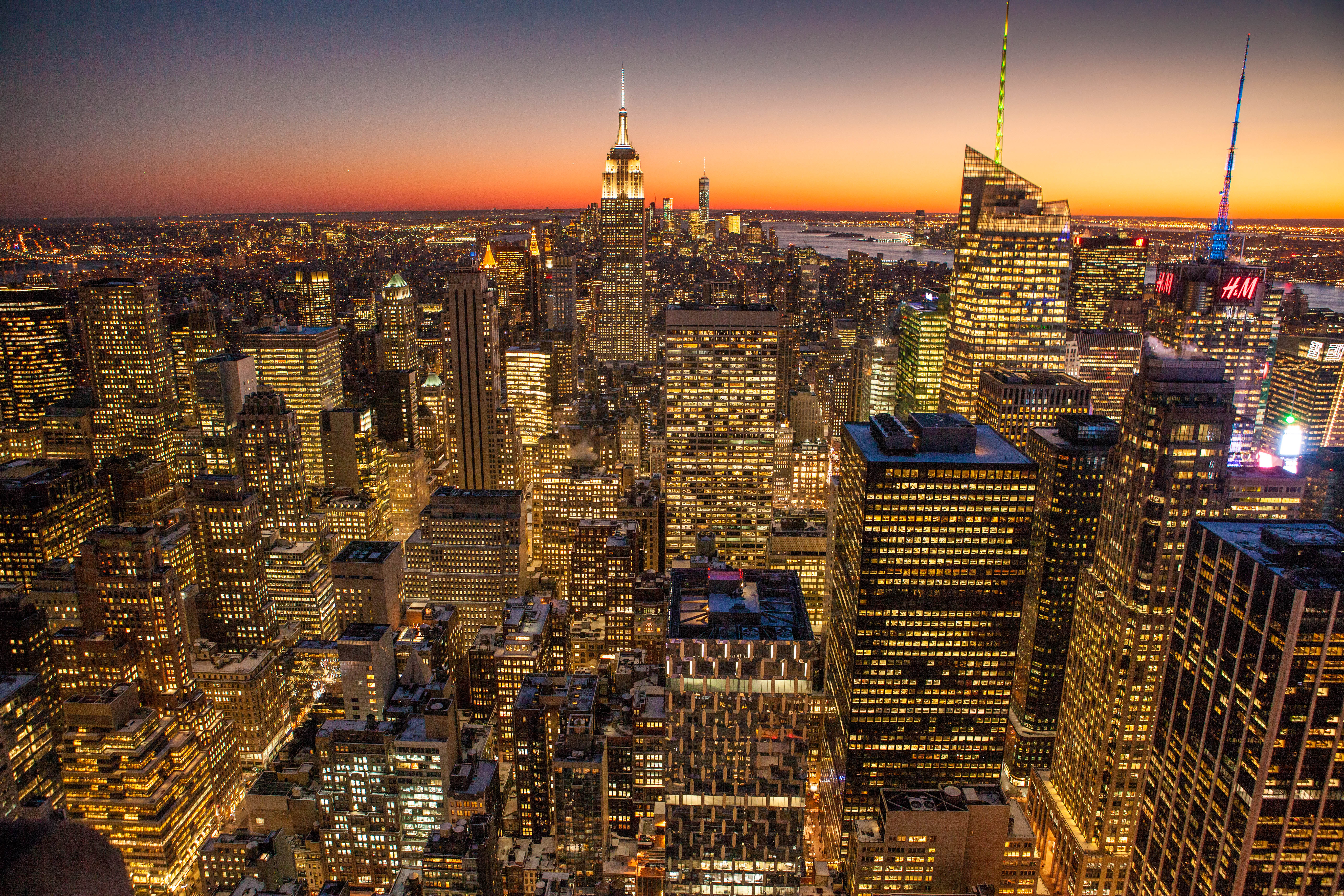
ミッドタウンの夕景（2015年）
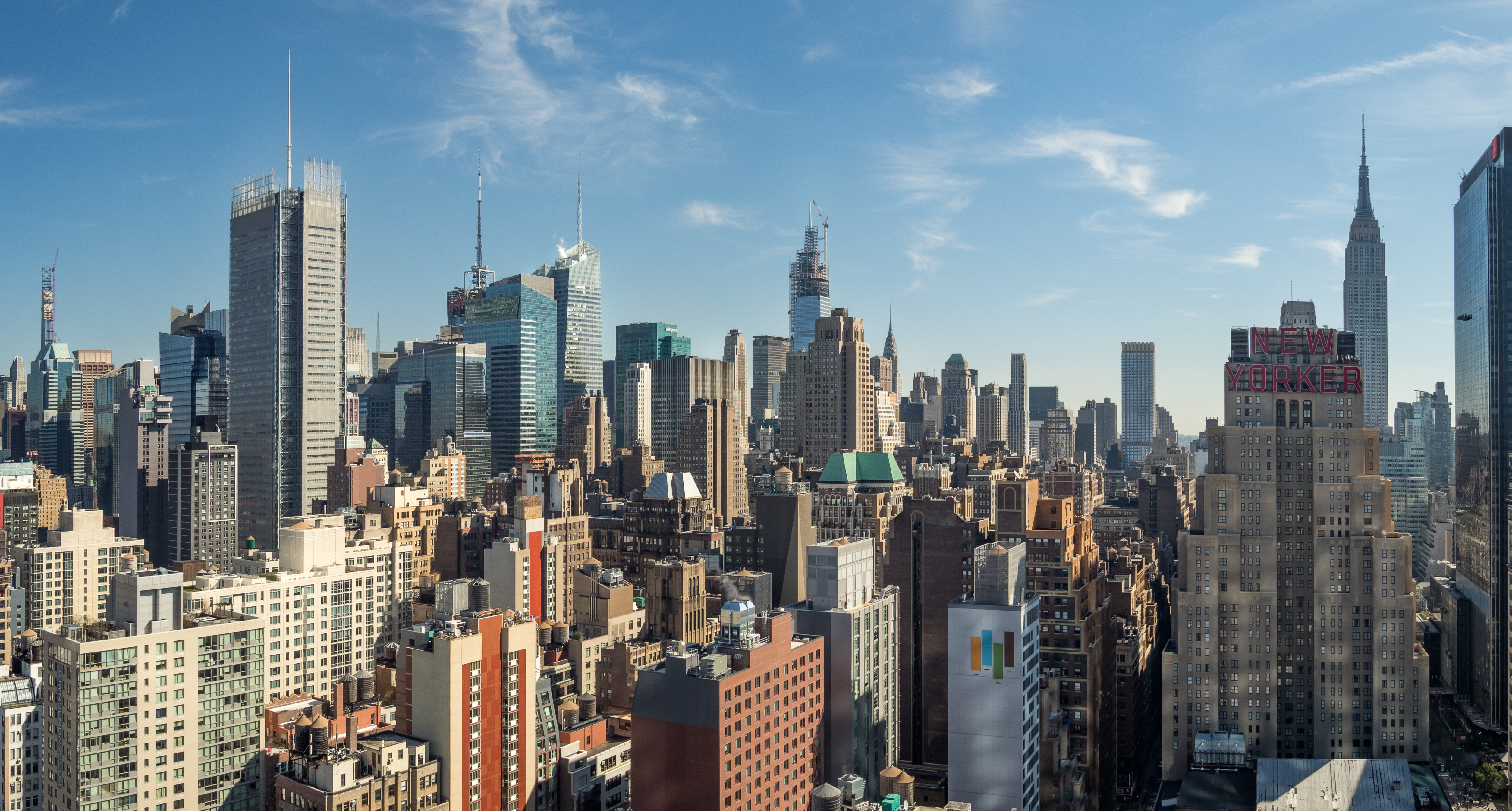
ハドソンコモンズから見たマンハッタン・ウエストサイド（2019年）
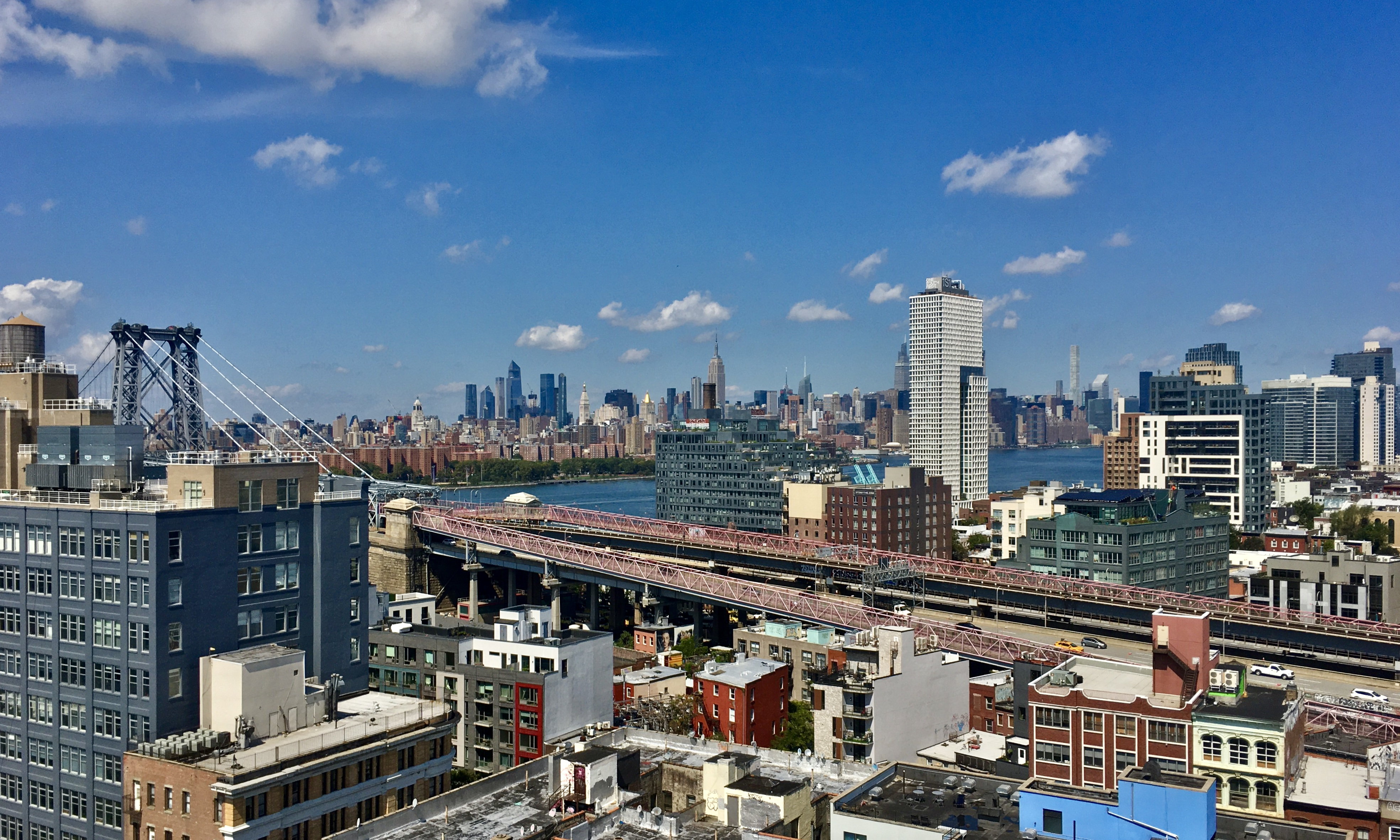
ウィリアムズバーグ橋とミッドタウン（2020年）
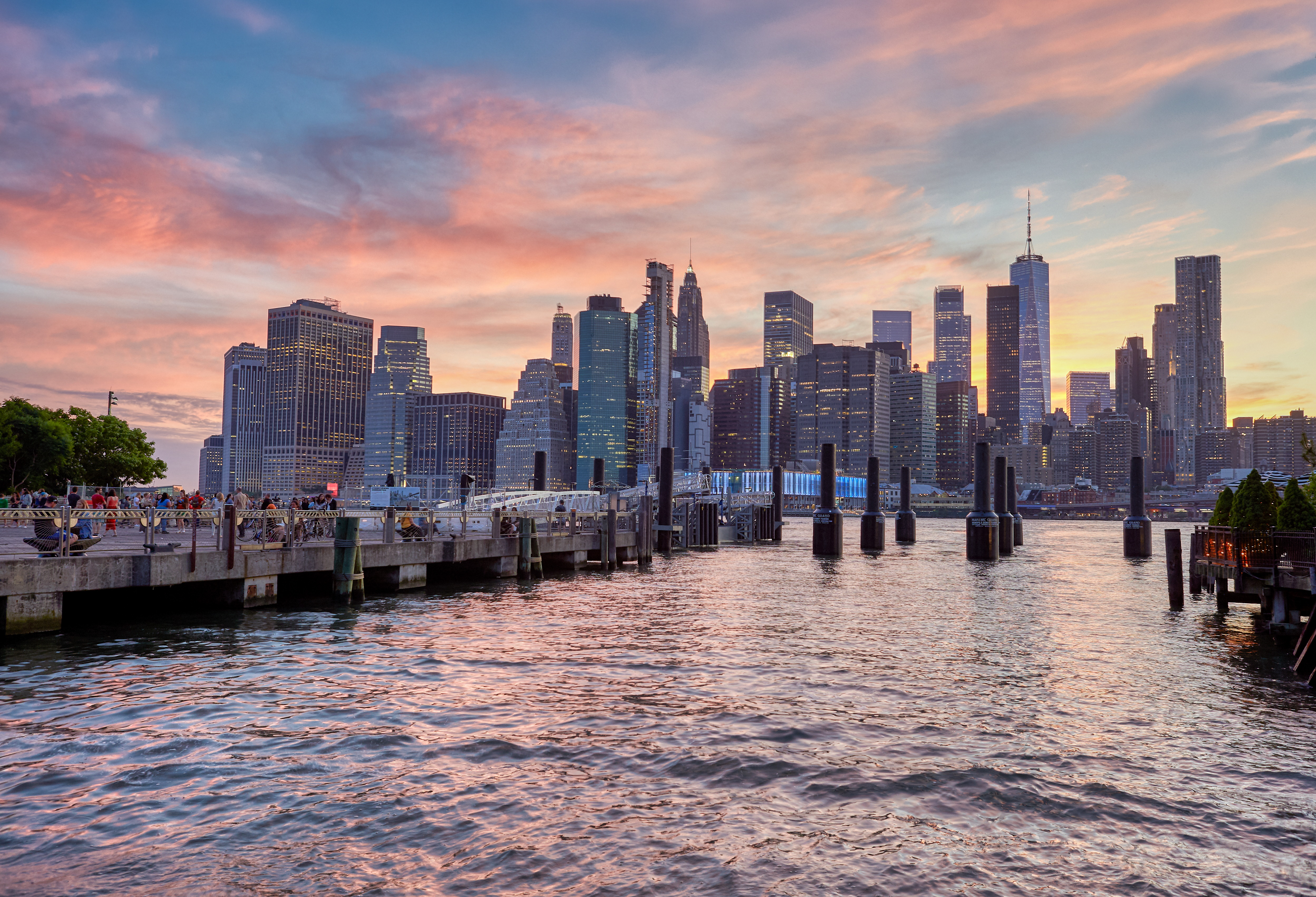
ブルックリンブリッジパークから見たロウアー・マンハッタン（2021年）

### 建築

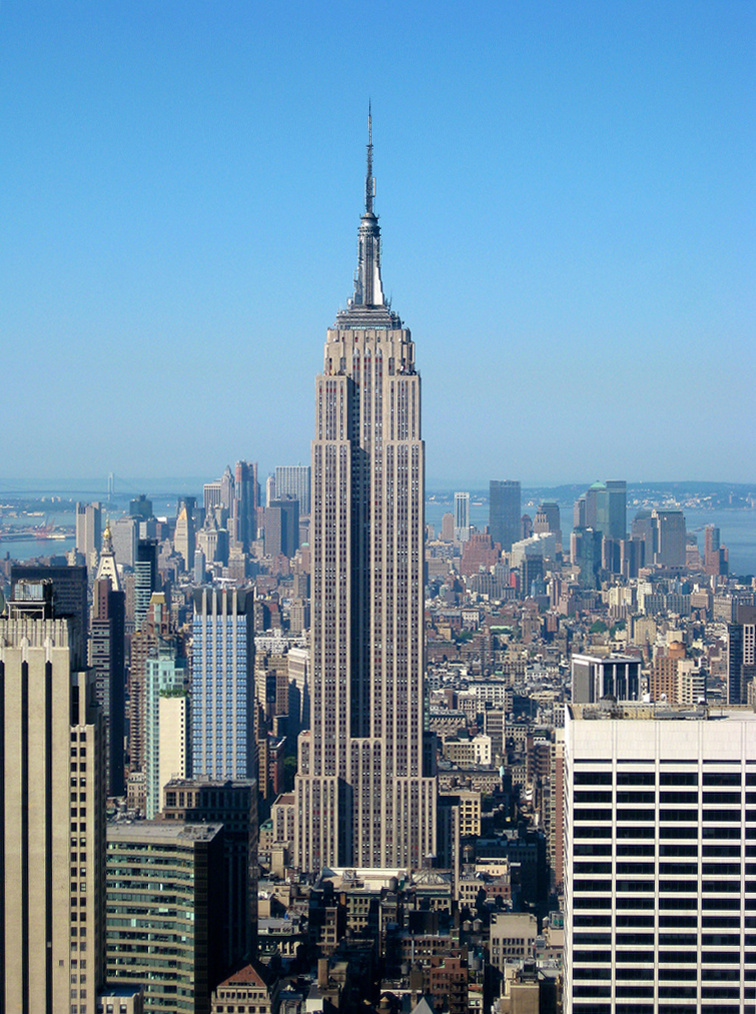
エンパイア・ステート・ビルディングはニューヨークの象徴の一つであり、かつては世界一高いビルであった。

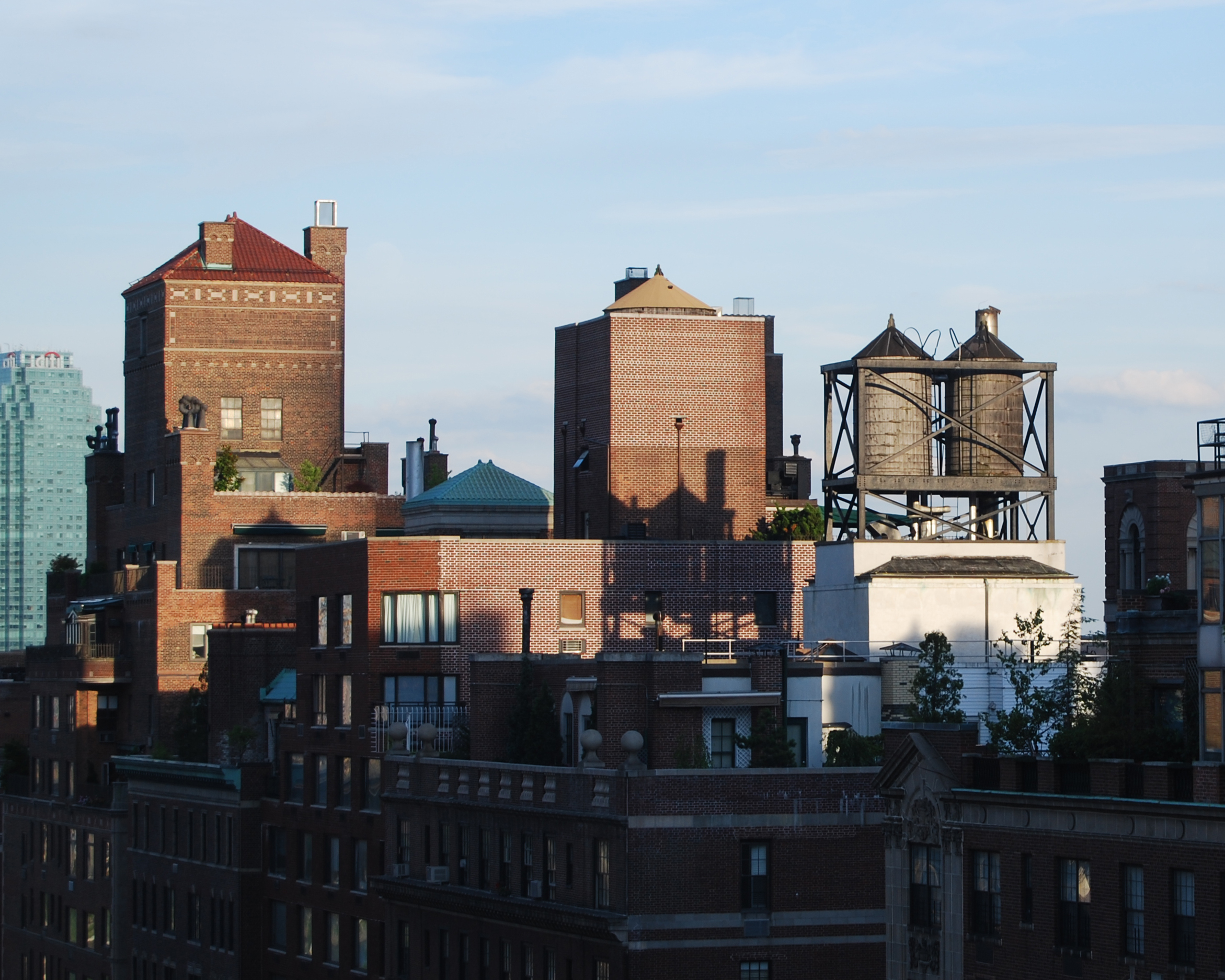
ニューヨークの伝統的な高置水槽

ニューヨークの建築を何よりも特徴づけるのが、超高層ビルである。超高層ビルの出現と広がりによって、ニューヨークはヨーロッパ的な低層建築の街から、建物のそそり立つビジネス街へと変貌した。2008年8月現在、ニューヨークには高層ビルが5,538棟あり、200メートルを超える高層ビルで、完成済みのものは50棟ある。この数はアメリカ国内で1位であり、世界では香港に次いで2位である。

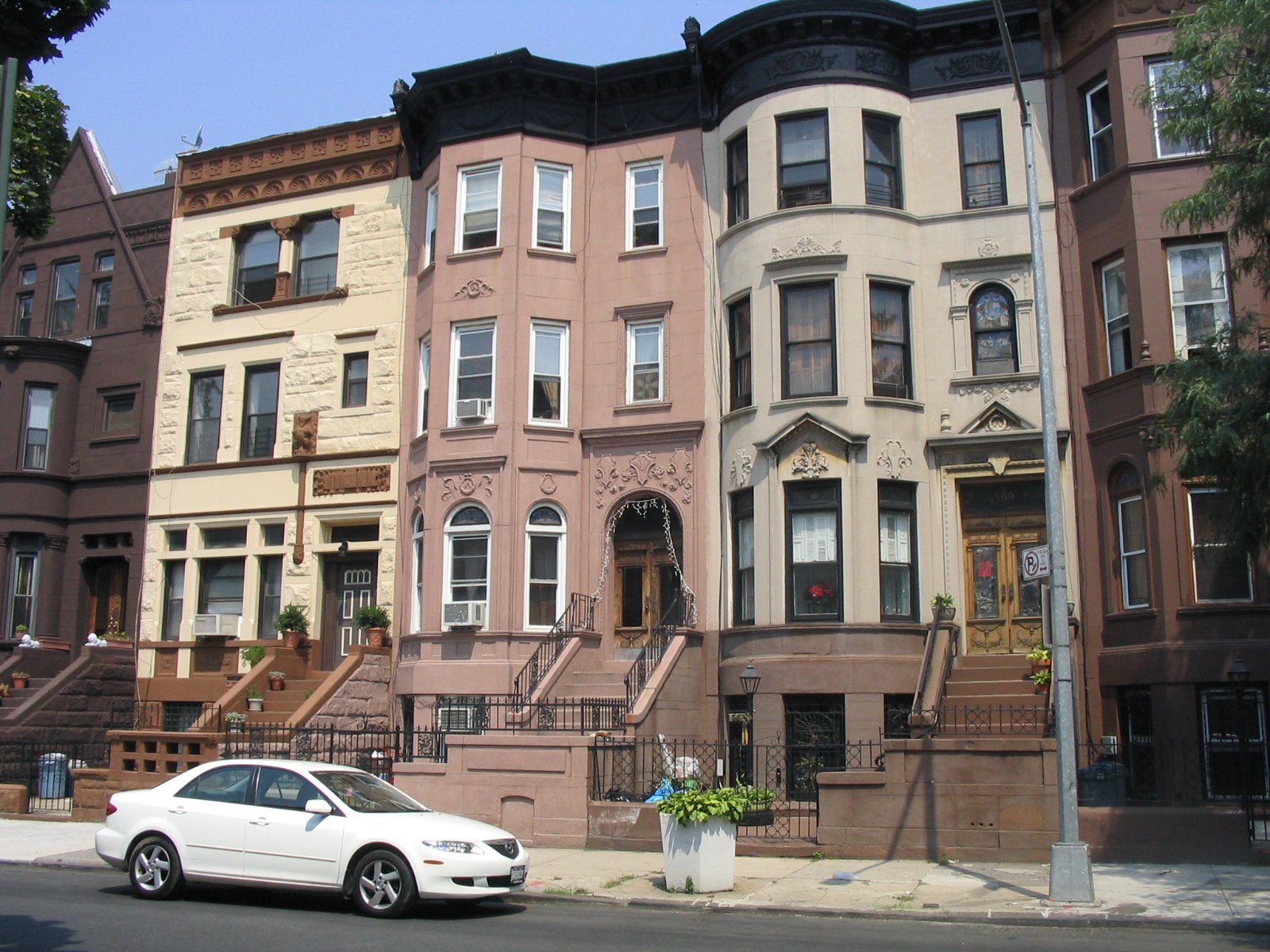
ブルックリン、ベッドフォード・スタイベサント地区のロウハウス（長屋建住宅）

ニューヨークには、さまざまな様式の、建築的に優れた建物が多数存在する。1913年に建てられたウールワースビルは、初期のゴシック・リヴァイヴァル建築による高層ビルであり、大ぶりに設計されたゴシック様式の装飾は、200メートル近く下の路上からも読み取ることができる。1916年のゾーニング条例により、街路に日光が届くよう、新しく建てられる建物にはセットバックが必要とされ、敷地面積に対する高さの比率が制限された。1930年のクライスラー・ビルディングは、アール・デコ調のデザインで、上部が上に向かって細くなっており、スチール製の尖塔が立っているが、ゾーニング条例の要件を反映したものである。61階目の角にある鷲の頭のレプリカや、尖塔の下にあるV字型の照明など見事な装飾から、多くの歴史家や建築家から、ニューヨークのもっとも優れた建築であると評価されている。アメリカにおけるインターナショナル・スタイル建築の例として、大きな影響を与えたのが、1957年のシーグラム・ビルディングであり、前面には建物の構造を表すブロンズ材のIビーム（I字梁）が外部から見えるようになっている。2000年の4 タイムズスクエアは、アメリカの超高層ビルの中ではグリーン・デザインの重要な一例である。
都心の建物が高層化するにつれ、水圧を確保するために屋上に貯水槽（高置水槽）を設置するようになった。現代でも耐久性、難腐敗性に優れたヒマラヤスギで作られた伝統的な高置水槽を載せた給水塔が1万基以上設置されている。
ニューヨークの大規模住宅地は、エレガントな褐色砂岩のテラスハウス、タウンハウス、そして1870年から1930年にかけての急開発期に建てられた粗末な集合住宅と境界が分けられることが多い。1835年のニューヨーク大火後、木造建築の建設が制限されるようになってからは、おもに石とレンガが建築材として選ばれるようになった。何世紀にもわたって町自身の石灰岩の地盤から建築材を得ていたパリとは異なり、ニューヨークは常に広範囲の採石場から建築材を運び入れており、その石造建造物は多様な石理や色相を示している。市の建造物の多くに見られる特徴は、屋根の上に木造の給水塔があることである。1800年代のニューヨークでは、6階より高い建物には給水塔を設置しなければ、低い階で過度に高い水圧をかける必要があり、その場合には市の水道管に破裂の危険性があったのである。1920年代には、中心部から離れた地域で田園都市が盛んになった。地下鉄の伸張によりアクセスが容易になったクイーンズ区のジャクソン・ハイツもそのひとつである。

### 公園

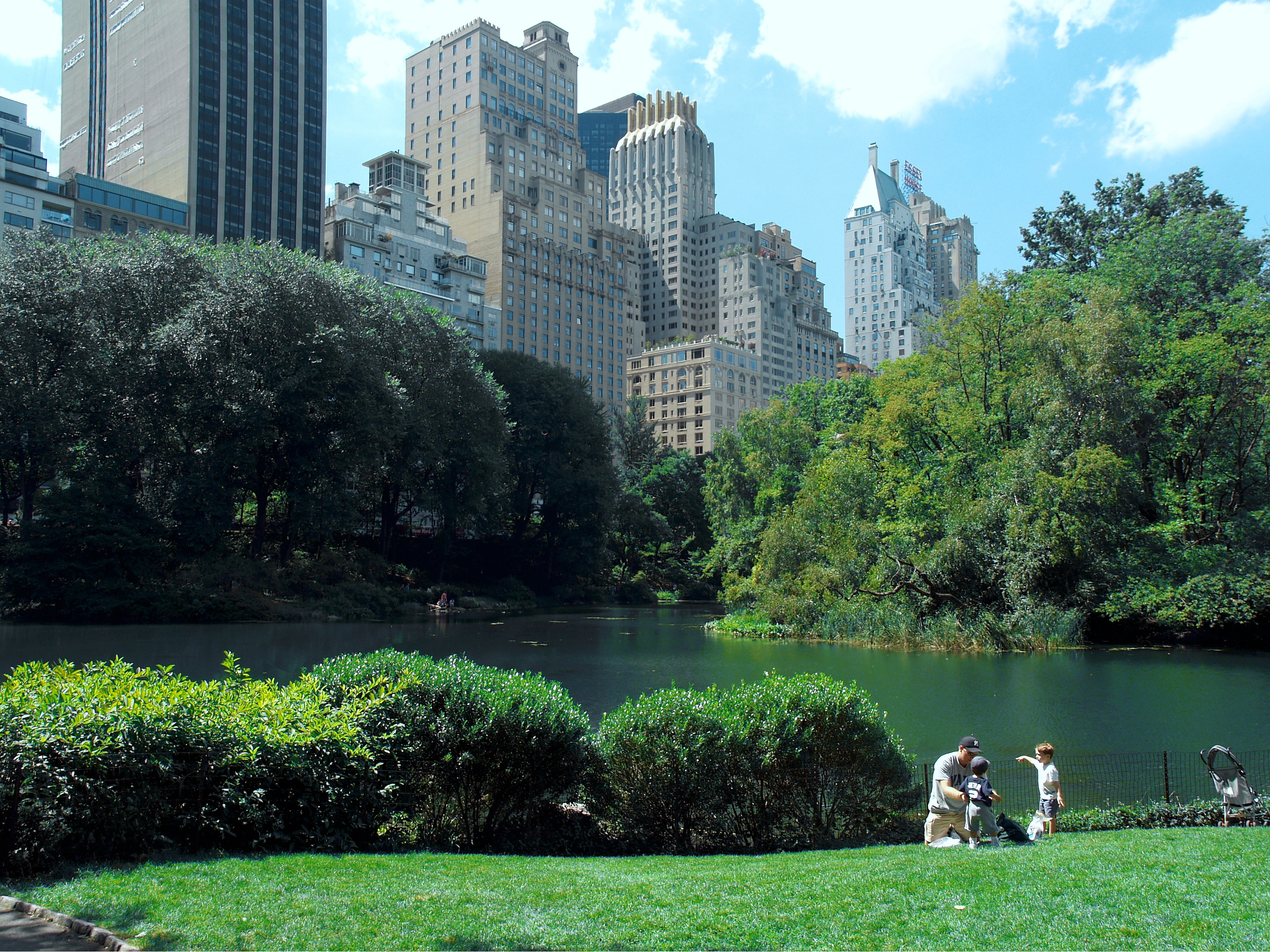
セントラル・パークは、アメリカ合衆国の中でもっとも来訪者の多い都市公園である

ニューヨーク市には、110km2以上の市営の公園と、23キロの公共の砂浜がある。これに加えて、国立公園の一部で市域内に入っている、何km2にも及ぶゲートウェイ・ナショナル・リクリエーション・エリアがある。ジャマイカ湾野生生物保護区は、国立公園の中で唯一の野生生物保護区であるが、36km2以上の湿地島と水域からなり、ジャマイカ湾のほとんどを占めている。
マンハッタンのセントラル・パークは、フレデリック・ロー・オルムステッドとカルヴァート・ヴォークスによって設計され、毎年3,000万人が訪れ、アメリカでもっとも来訪者の多い都市公園である。セントラル・パークの大部分は天然のものに見えるが、実は、ほとんどすべて造園されたものである。天然に見えるいくつかの湖・池、長大なウォーキング・コース、乗馬道、2つのアイススケート・リンク（うちひとつは7月、8月はスイミング・プールとなる）、セントラル・パーク温室園、野生生物保護区、広大な自然林、43ヘクタールに及び37億リットルの水を貯めている貯水池とそれを取り囲むランニング・トラック、デラコート・シアターと呼ばれ「シェークスピア・イン・ザ・パーク」夏の祭典が行われる野外劇場がある。屋内施設には、ベルベディア・キャッスルと自然センター、スエディッシュ・コテージ・マリオネット・シアター、歴史のあるメリーゴーラウンドがある。そのほか、大小多数の草地があり、その一部はスポーツで使われたり、静穏区域として区画されたりしており、囲いつきの子どもの遊び場もいくつもある。
セントラル・パークには固有の野生生物がおり、特に春・秋には渡り鳥のオアシスとなっている。バード・ウォッチャーたちも多く集まっており、常時200種の鳥が見られる。公園内の10キロにわたる道路は、特に自動車の通行が禁止される週末と午後7時以降、ジョギング、自転車、インライン・スケートなどに使われている。
ブルックリンのプロスペクト・パークも、オルムステッドとヴォークスによって設計されたものである。36万m2の草地が広がる。クイーンズ区のフラッシング・メドウズ・コロナ・パークは市で3番目に大きい公園で、1939年の万国博覧会および1964年の万国博覧会の会場となっており、またフォレストパークもある。ブロンクスの5分の1以上、28km2は公共スペースと公園に当てられており、ヴァン・コートランド・パーク、ペルハム・ベイ・パーク、ブロンクス動物園、ニューヨーク植物園がある。
マンハッタンにはセントラル・パークおよび複数の小規模の緑化地区・公園があるが、商業エリアの再開発などで公共用途の土地確保が困難な地区である。最近の例では、かつての高架鉄道（すなわち、空中にある構築物）の跡地を緑化し公園として整備したハイラインなど、地表面の土地を利用しない公園整備の事例がある。

### 行政区
| ニューヨーク市の行政区要覧     |                |                           |        |         |
| 領域                           | 領域           | 人口                      | 面積   | 面積    |
| 行政区                         | 郡             | （2010年4月1日 国勢調査） | mi²    | km²     |
| 1. マンハッタン                | ニューヨーク   | 1,626,159                 | 23     | 59      |
| 2. ブルックリン                | キングズ       | 2,592,149                 | 71     | 183     |
| 3. クイーンズ                  | クイーンズ     | 2,296,175                 | 109    | 283     |
| 4. ブロンクス                  | ブロンクス     | 1,418,733                 | 42     | 109     |
| 5. スタテンアイランド          | リッチモンド   | 472,621                   | 58     | 151     |
| ニューヨーク市                 | ニューヨーク市 | 8,405,830                 | 303    | 786     |
| ニューヨーク州                 | ニューヨーク州 | 19,651,127                | 47,214 | 122,284 |
| 出典: アメリカ合衆国国勢調査局 |                |                           |        |         |

| ニューヨーク市の行政区                                             |
| ------------------------------------------------------------------ |
| マンハッタン ブルックリン クイーンズ ブロンクス スタテンアイランド |

ニューヨーク市は、5つの行政区（borough）からなるが、アメリカでは珍しい政治形態である。各行政区は、ニューヨーク州の各郡（カウンティ）の領域と一致する。そして、各行政区には、何百もの地区（ネイバーフッド）があり、それぞれ独自の歴史や地域色を持つ。
もし各行政区が独立都市であったとすれば、うち4つ（ブルックリン、クイーンズ、マンハッタン、ブロンクス）はアメリカ国内でもっとも人口の多い都市10位以内に入ることになる。
マンハッタン区（ニューヨーク郡、人口1,585,873人）
マンハッタンはもっとも人口密度の高い行政区であり、市の多くの超高層ビルが建ち並ぶとともに、セントラル・パークもここにある。市の経済の中心地であり、多くの大企業、国際連合、多くの高名な大学、また多数の博物館、ブロードウェイ劇場街、グリニッジ・ヴィレッジ、マディソン・スクエア・ガーデンなど数々の文化施設がある。マンハッタンは、大まかにロウアー・マンハッタン、ミッドタウン、アッパー・マンハッタンに分かれる。そのうちアッパー・マンハッタンは、セントラル・パークを境にアッパー・イースト・サイドとアッパー・ウェスト・サイドに分かれ、セントラル・パークの北はハーレムである。マンハッタンへの主要空路のひとつであるニュージャージー州ニューアークのニューアーク・リバティー国際空港からは、鉄道・バス・タクシーなどでアクセス可能であり、特に鉄道によるアクセスは、ニューヨーク・ペンシルベニア駅が7番街にありマンハッタン側の始終点である。
ブルックリン区（キングス郡、人口2,504,700人）
ブルックリンは、もっとも人口の多い区である。1898年までは独立した市だった。文化的、社会的、民族的な多様性、独自の芸術活動、個性ある町々（ネイバーフッド）、ユニークな建築の伝統などで知られる。またマンハッタン以外では、はっきりしたダウンタウン地区を持つ唯一の行政区である。長い海岸線と、コニーアイランドを有し、ここでは1870年代にアメリカ国内でも先駆けて遊園地として造成された。
クイーンズ区（クイーンズ郡、人口2,230,722人）
クイーンズは、最大の面積を持つ区であり、アメリカでもっとも多様な民族が住む地域である。近年の成長により、人口がブルックリンを追い越す可能性もある。古くは、オランダ人によって建設された小さな町や村の集まりであったが、今日では大部分に住宅が広がる中産階級の地域となっている。アフリカ系アメリカ人の年収の中央値（メディアン）は約5万2,000ドルであり、白人よりも高いが、そのような地域はアメリカ国内の大きな郡としてはここだけである。ニューヨーク・メッツの本拠地であるシティ・フィールドがあるほか、毎年、テニスの全米オープンが行われる。また、ニューヨーク都市圏の3大空港のうち2つ、ラガーディア空港とジョン・F・ケネディ国際空港がある。北西部のアストリア、ロングアイランドシティは近年マンハッタンからの移住者が多い。アーティスト、ミュージシャンも多数。PS1, Isamu Noguchi Museum, Kafman Studioなど芸術の色が強い。
ブロンクス区（ブロンクス郡、人口1,385,108人）
ブロンクスは、ニューヨーク市最北部の行政区であり、ニューヨーク・ヤンキースの本拠地ヤンキー・スタジアムがあり、アメリカ最大のコーポラティブハウスであるコープ・シティーがある。マンハッタンのマーブルヒルと呼ばれるごく一部の地域を除けば、ブロンクスは、ニューヨーク市の中でアメリカ本土とつながっている唯一の地域である。ブロンクス動物園は、都市圏の動物園としてはアメリカ国内最大であり、広さは1.07km2に及び、6,000頭以上の動物がいる。ラップやヒップホップ文化誕生の地でもある。
スタテンアイランド区（リッチモンド郡、人口468,730人）
日本語では「スタテン島」と表記されることもある。5つの行政区の中でもっとも郊外に位置する。ブルックリンとはヴェラザノ・ナローズ・ブリッジでつながっており、マンハッタンとは無料のスタテンアイランド・フェリーで結ばれている。スタテンアイランド・フェリーは、自由の女神像、エリス島、そしてロウアー・マンハッタンの最高の眺めを楽しむことができるため、観光客には非常に人気がある。スタテンアイランドの中央部には25km2のグリーンベルトがあり、約56kmのウォーキング・トレイルが設けられており、市内最後の天然林の一つがここにある。グリーンベルトは、1984年、島の自然を保護するために指定され、7つの公園からなる。サウス・ビーチ沿いのFDR遊歩道は長さが4キロあり、世界で第4位である。

## 文化

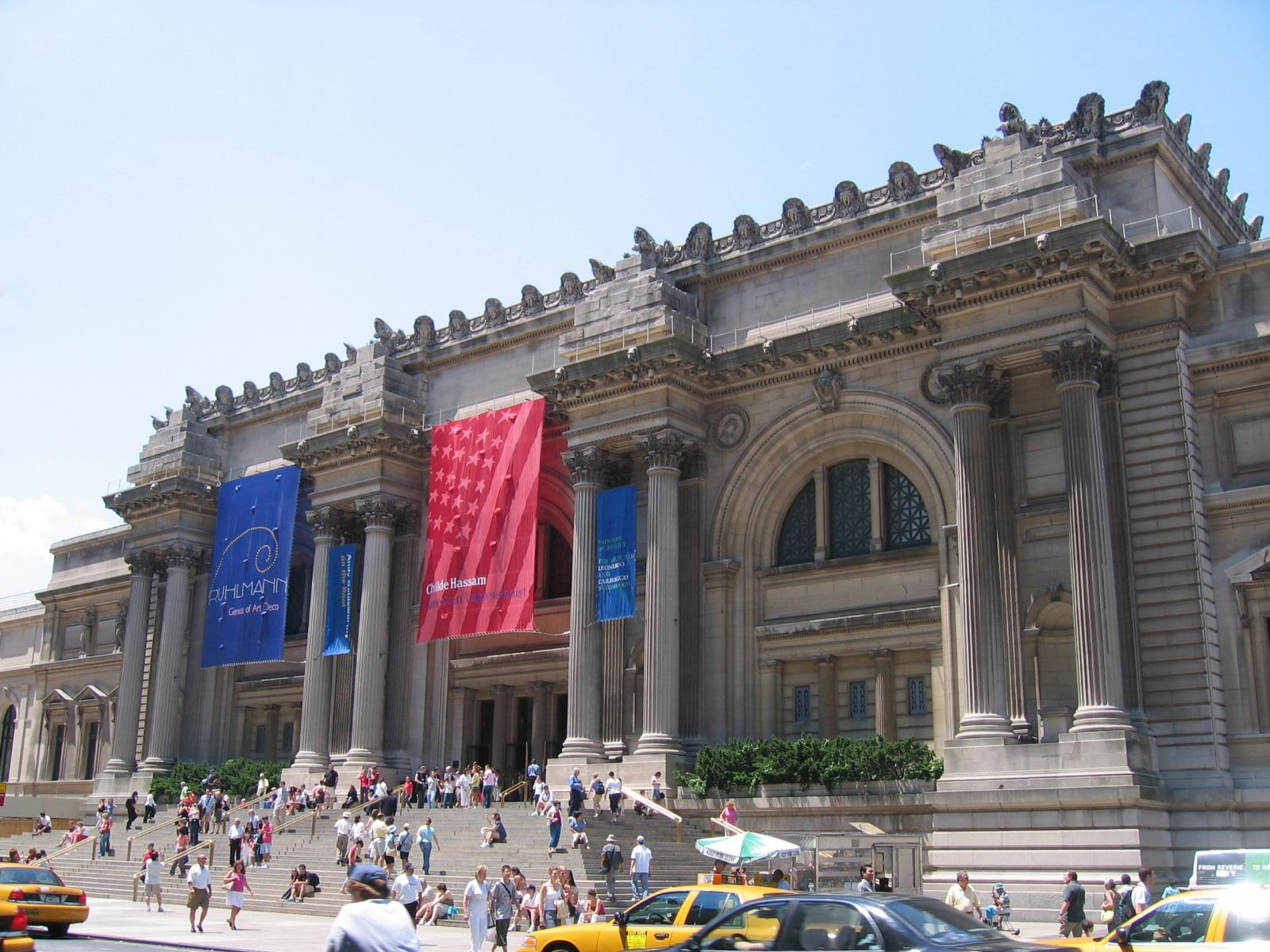
世界最大級の博物館のひとつである「メトロポリタン美術館」

作家トム・ウルフはニューヨークについて、「文化が空気の中にあるようだ。天気の一部のように」と述べている。アメリカにおける数々の文化的ムーブメントはこの街で始まった。ハーレム・ルネサンスは、アフリカ系アメリカ人文学の規準を作った。
1940年代にはジャズの、1950年代には抽象表現主義の中心地となり、1970年代にはヒップホップを生んだ。パンクやハードコア・パンクの動きは1970年代から1980年代にかけて大きな影響力を持ち、ユダヤ系アメリカ人文化も長い間栄え、ニューヨーク知識人が生まれた。近年、ニューヨークから出てきたインディー・ロックのバンドとしては、ザ・ストロークス、インターポール、ザ・ブレーバリー、シザー・シスターズ、ゼイ・マイト・ビー・ジャイアンツなどがある。

### 舞台

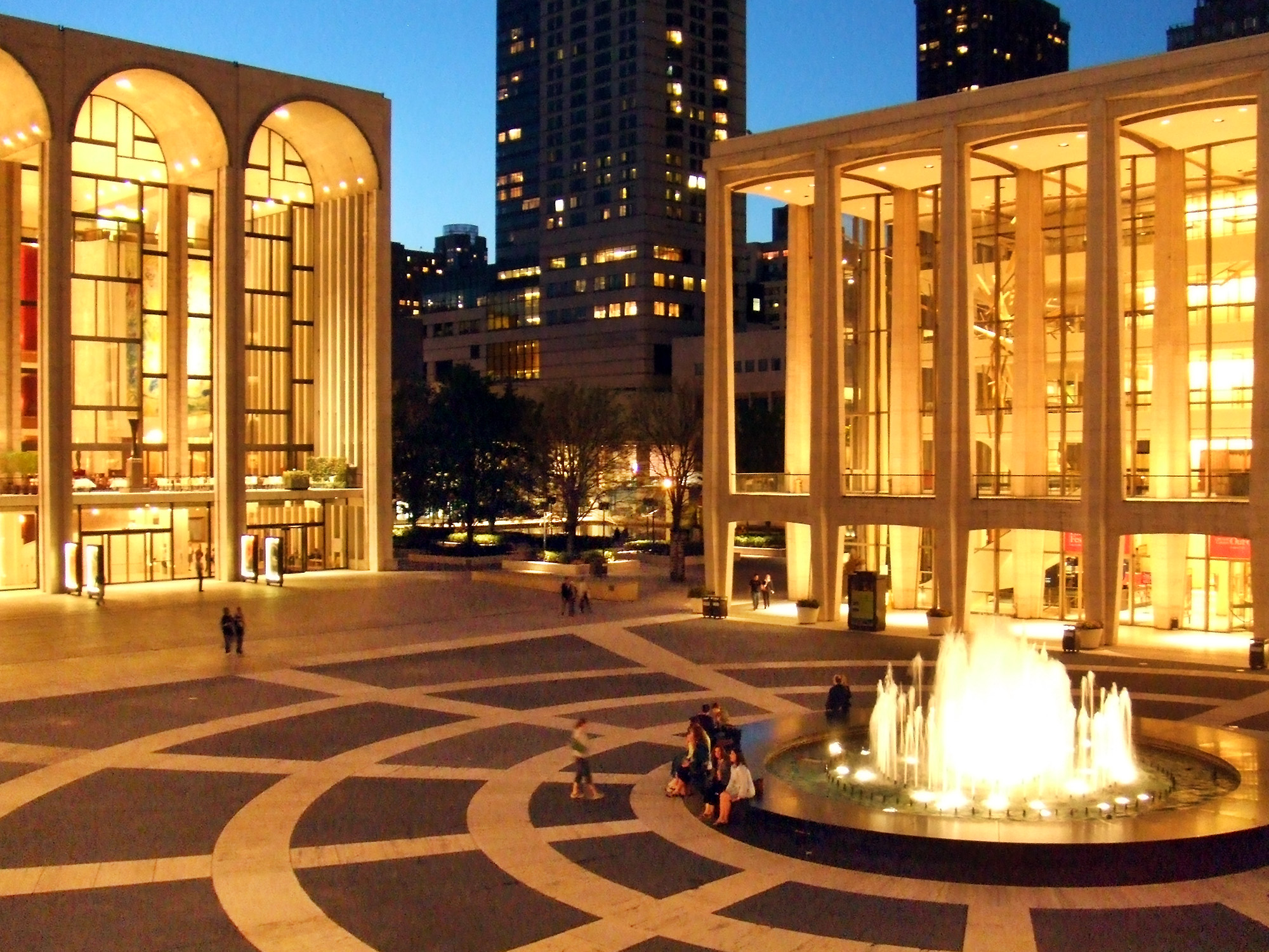
アメリカ最大の舞台芸術複合施設である「リンカーン・センター」

リンカーン・センターは、アメリカ合衆国で最大の舞台芸術センターであり、ジャズ・アット・リンカーン・センター、メトロポリタン歌劇場、ニューヨーク・シティ・オペラ（2013年10月1日、連邦倒産法適用申請発表）、ニューヨーク・フィルハーモニック、ニューヨーク・シティ・バレエ団、ビビアン・ボーモント劇場、ジュリアード音学院、アリス・タリー・ホールなどがその中に置かれている。
「セントラル・パーク・サマーステージ」では、セントラル・パークで舞台や音楽の上演が無料で行われるほか、夏の間、5つの行政区すべてで、1,200ものコンサート、ダンス、劇場イベントが無料で行われる。

### 映画
アメリカ映画産業の中でも、ニューヨークは重要な役割を果たしている。初期のアバンギャルド映画である「マンハッタ」（1920年）は、ニューヨークで撮影された。任天堂のマリオはこの街に住んでいた人物がモデルである。今日、ニューヨークはアメリカ合衆国の映画産業にとって規模第2の中心地である。2,000を超える芸術・文化団体や、500を超える大小のアート・ギャラリーがある。
市政府の芸術に対する支出は、アメリカ政府の国家芸術基金の予算よりも多い。19世紀の富裕な実業家によって、カーネギー・ホールやメトロポリタン美術館といった重要な文化施設のネットワークが築かれた。電灯の出現により、手の込んだ劇場作品が生まれ、1880年代にはブロードウェイや42番ストリート沿いの劇場で「ブロードウェイ・ミュージカル」として知られることになる新しいステージが上演されるようになった。近年は、従来のミュージカルの範疇を超えたパフォーマンスアート、無言劇など、より実験的な舞台を小規模な劇場で公演するオフ・ブロードウェイが出現している。
移民の影響を強く受け、ハリガン・アンド・ハート、ジョージ・M・コーハンらの作品は、希望や野心といったテーマを多く取り入れた物語の歌を用いた。これらの作品は、現在、ニューヨークの演劇界の主力となっている。ニューヨークの39の大劇場（座席数が500超）を、タイムズスクエア劇場地区を通る大通りであるブロードウェイから取って、併せて「ブロードウェイ」と呼ぶ。また、「メイン・ステム」「グレート・ホワイト・ウェイ」「リアルト」と呼ばれることもある。

### 観光

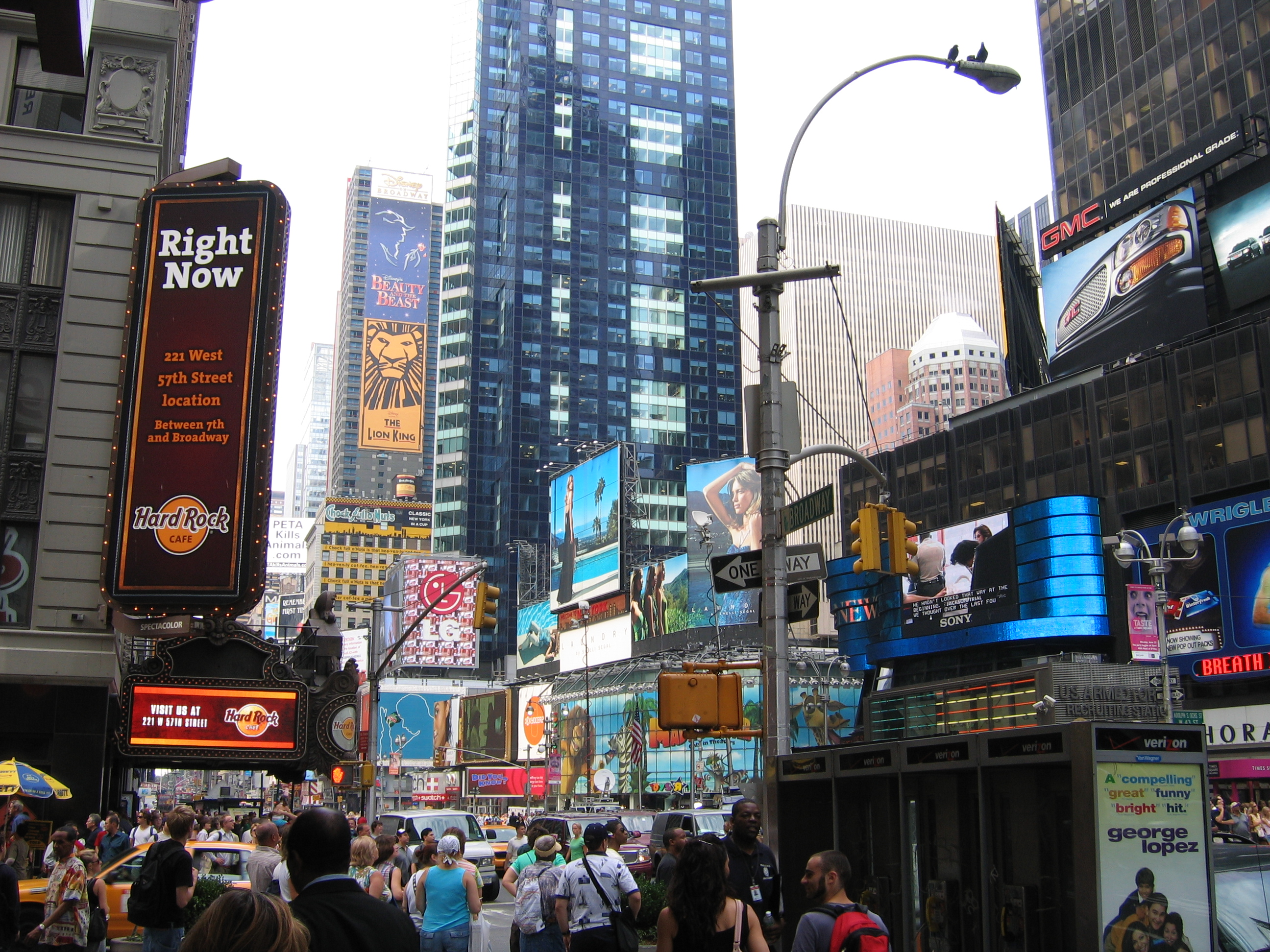
タイムズスクエアは「世界の十字路」との異名をとる

ニューヨークには、毎年4,700万人の外国人・アメリカ人が訪れ、観光の重要性は高い。有名な観光名所としては、エンパイア・ステート・ビルディング、ウォルドルフ＝アストリア、エリス島、ブロードウェイ劇場、メトロポリタン美術館を始めとする博物館・美術館などがある。
その他にもセントラル・パーク、ワシントン・スクエア・パーク、ロックフェラー・センター、タイムズスクエア、リトル・イタリー、チャイナタウン、ブルックリン橋、ブロンクス動物園、コニーアイランド、フラッシング・メドウズ・コロナ・パーク、ニューヨーク植物園、サークルラインの船でマンハッタン島一周、また5番街やマディソン・アベニューでのリッチな買い物、さらにグリニッジ・ヴィレッジでのハロウィーン・パレード、メイシーズ・サンクスギヴィング・デイ・パレード、セントパトリックス・デー・パレード、冬季のセントラル・パークでのアイス・スケートなどの季節のイベント、トライベッカ映画祭、セントラル・パーク・サマーステージでの無料公演といったイベントなど、観光客を引きつけるものは数多い。
自由の女神像は、有名な観光スポットであると同時に、アメリカ合衆国でもっとも知られた像の一つである。ジャクソン・ハイツ（クイーンズ区）、フラッシング（クイーンズ区）、ブライトン・ビーチなど、民族の集住地区には、東海岸の広い範囲から1世・2世の移民が買い物に訪れる。2012年9月27日、マイケル・ブルームバーグ市長によりスタテン・アイランド北岸に、自由の女神像、ニューヨーク港、ロウアー・マンハッタンの地平線を一望できる世界一高い観覧車ニューヨーク・ホイールの建設が発表された。2010年、ニューヨーク市には4,900万人の観光客が訪れ、2011年には5,000万人を記録した。

### 食文化
ニューヨークの食文化は、移民の影響を受けていることと、人の数もきわめて多いことから、非常に多様である。東欧とイタリアの移民の手によって有名になったのが、ベーグル、チーズケーキ、ニューヨーク風ピッツァである。市によって許可を受けた移動式食料品売りが約4,000店あり、その多くが移民の経営である。
その中から現代ニューヨークにおけるストリート・フードの名脇役へとのし上がったのが中東料理である（主役は今でもホットドッグやプレッツェルである）。また、市内にはアメリカ国内でも屈指の高級料理店が並ぶ。世界の国々の料理も充実しており、イタリア料理、フランス料理、スペイン料理、ドイツ料理、ロシア料理、イギリス料理、ギリシア料理、モロッコ料理、中華料理、インド料理、朝鮮料理、日本料理、そしてアメリカ料理とさまざまである。

### メディア

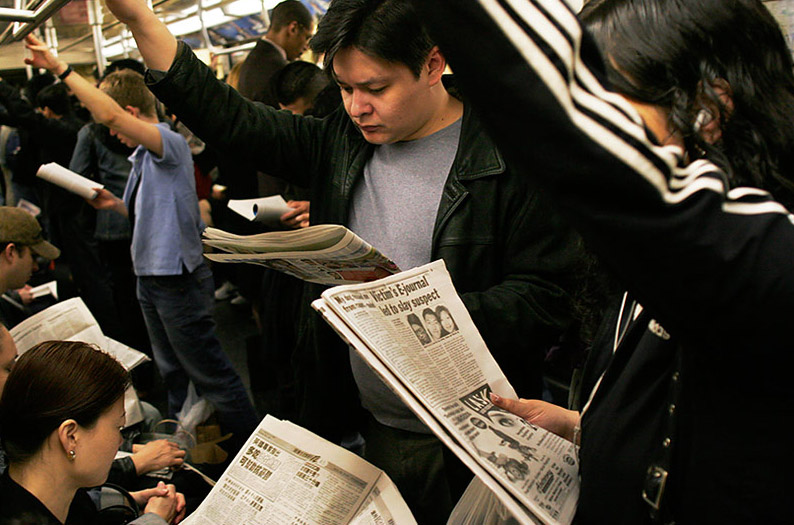
ニューヨーク都市交通局（MTA）の発達した交通網は、新聞の読者数を押し上げている

ニューヨークは、世界のテレビ、広告、音楽、新聞、書籍産業にとっての中心地であるとともに、北アメリカの中で最大のメディア市場でもある（ロサンゼルス、シカゴ、トロントがそれに続く）。ニューヨークの複合メディア企業として、タイム・ワーナー、ニューズ・コープ、ハースト・コーポレーション、バイアコムなどがある。世界の10大広告代理店ネットワークのうち7つがニューヨークに本社を置いている。また、音楽業界で「ビッグ・フォー」とされる4レコード・レーベルのうち3つはロサンゼルスとともにニューヨークに本拠を置いている。
アメリカの自主映画の3分の1がニューヨークで制作されている。200を超える新聞と、350を超える消費者雑誌（業界誌以外の雑誌）が市内にオフィスを持っている。市の出版業界は約2万,5000人を雇用している。
アメリカの全国的な3大日刊紙のうち、ウォールストリート・ジャーナルとニューヨーク・タイムズがニューヨークの新聞である。市のおもなタブロイド紙としては、デイリーニューズや、アレクサンダー・ハミルトンによって1801年に創業されたニューヨーク・ポストがある。その他にも各民族集団向けの出版物もさかんであり、40以上の言語で270の新聞・雑誌が発行されている。エル・ディアリオ・ラ・プレンサ（El Diario La Prensa）紙は、ニューヨーク最大の、そしてアメリカ国内最古のスペイン語日刊紙である。ニューヨーク・アムステルダム・ニューズ紙は、ハーレムで刊行される、アフリカ系アメリカ人の主要紙である。ヴィレッジ・ヴォイス紙は、規模最大のオルタナティブ紙である。

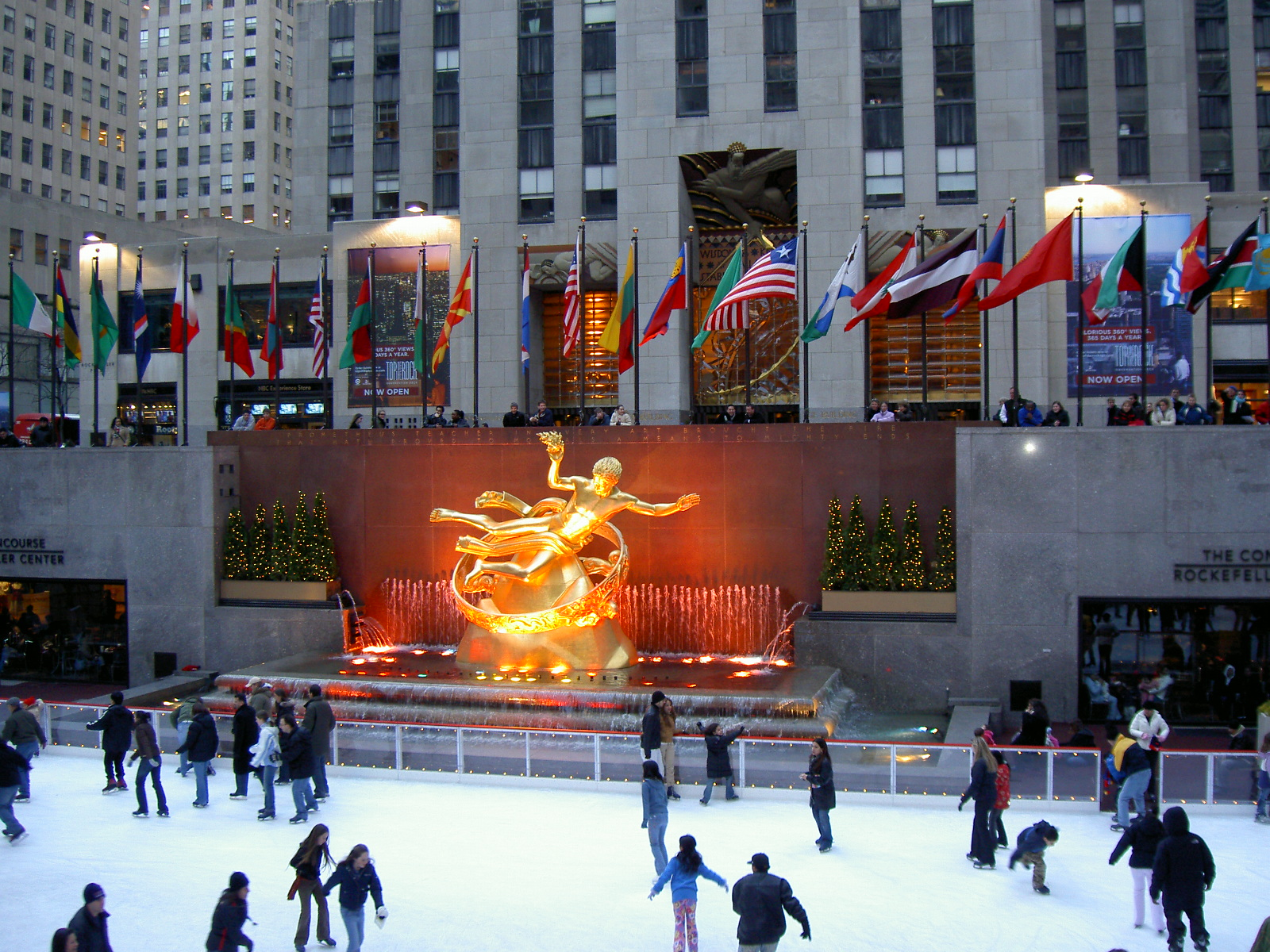
NBCスタジオのあるロックフェラー・センター

テレビ産業はニューヨークで発展を遂げ、今や市経済の中で大きな雇用の担い手となっている。4大アメリカ放送ネットワークであるABC、CBS、FOX、NBCは、いずれもニューヨークに本部を置いている。地域テレビ局としてNY1があり、地域密着型の番組・報道を特徴としている。MTV、FOXニュース、HBO、コメディ・セントラルなど、多数のケーブルテレビチャンネルも市に拠点を置いている。2005年、ニューヨーク市で収録されたテレビ・ショーは100を超えた。
また、ニューヨークは非商業メディアにとっても一大中心地である。アメリカ合衆国でもっとも歴史あるパブリック・アクセス・テレビのチャンネルは、1971年設立のマンハッタン・ネイバーフッド・ネットワークである。WNETは市の主要な公共放送局であり、全国の公共放送サービス（PBS）番組を供給する最大手局である。WNYC-AM/WNYC-FMは、1997年まで市が所有していた公共ラジオ局で、現在はニューヨーク・パブリック・ラジオ（非営利組織）が所有しており、アメリカ合衆国で最大のリスナーを有する公共ラジオである。ニューヨーク市は、公共放送サービスである「nyctv」を運営しており、市内の音楽や文化を取り上げたいくつかのショーがエミー賞を受章している。

### 訛り
ニューヨーク地域には「ニューヨーク・ダイアレクト」、あるいは「ブルックリニーズ」、「ニューヨーキーズ」と呼ばれる話し方の特徴がある。アメリカ英語の中でももっともはっきりした特徴がある訛りであると考えられている。この訛りの原型は、中産階級から労働者階級のヨーロッパ系アメリカ人の発音がもとになっており、ここ数十年の非ヨーロッパ系移民の流入によって変化がもたらされた。
伝統的なニューヨークの訛りは、音節末尾や子音の前の/r/（国際発音記号（IPA）で[ɹ]）を発音しない。その結果、"New York" は "New Yawk" のように発音する。"park" はIPAで[pɔːk]、"butter" は[bʌɾə]、"here" は[hiə]となる。もうひとつの特徴はロー・バック・チェーン・シフトと呼ばれるもので、"talk"、"law"、"cross"、"coffee"などの母音[ɔ]を、またしばしば"core"、"more"の[ɔr]も緊張させて、一般アメリカ語よりも高く発音する。
もっとも古風で極端なニューヨーク訛りでは、"girl" のような単語や "oil" のような単語の母音がいずれも二重母音の[ɜɪ]となる。このため、ほかの話し手からは、"girl" が "goil"と、逆に "oil" が "erl" と発音されているように聞こえやすい。これがもとで、ニューヨーカーは "Jersey" を "Joizey" と、"33rd St." を "Toidy-Toid Street" と、"toilet" を "terlet" と発音しているように戯画化して描かれることが多い。1970年代のシチュエーション・コメディ「オール・イン・ザ・ファミリー」のキャラクター、アーチー・バンカーはそのようなしゃべり方をする典型的な人物である。もっとも、そうした話し方は現在ではあまり一般的とはいえない。

### スポーツ

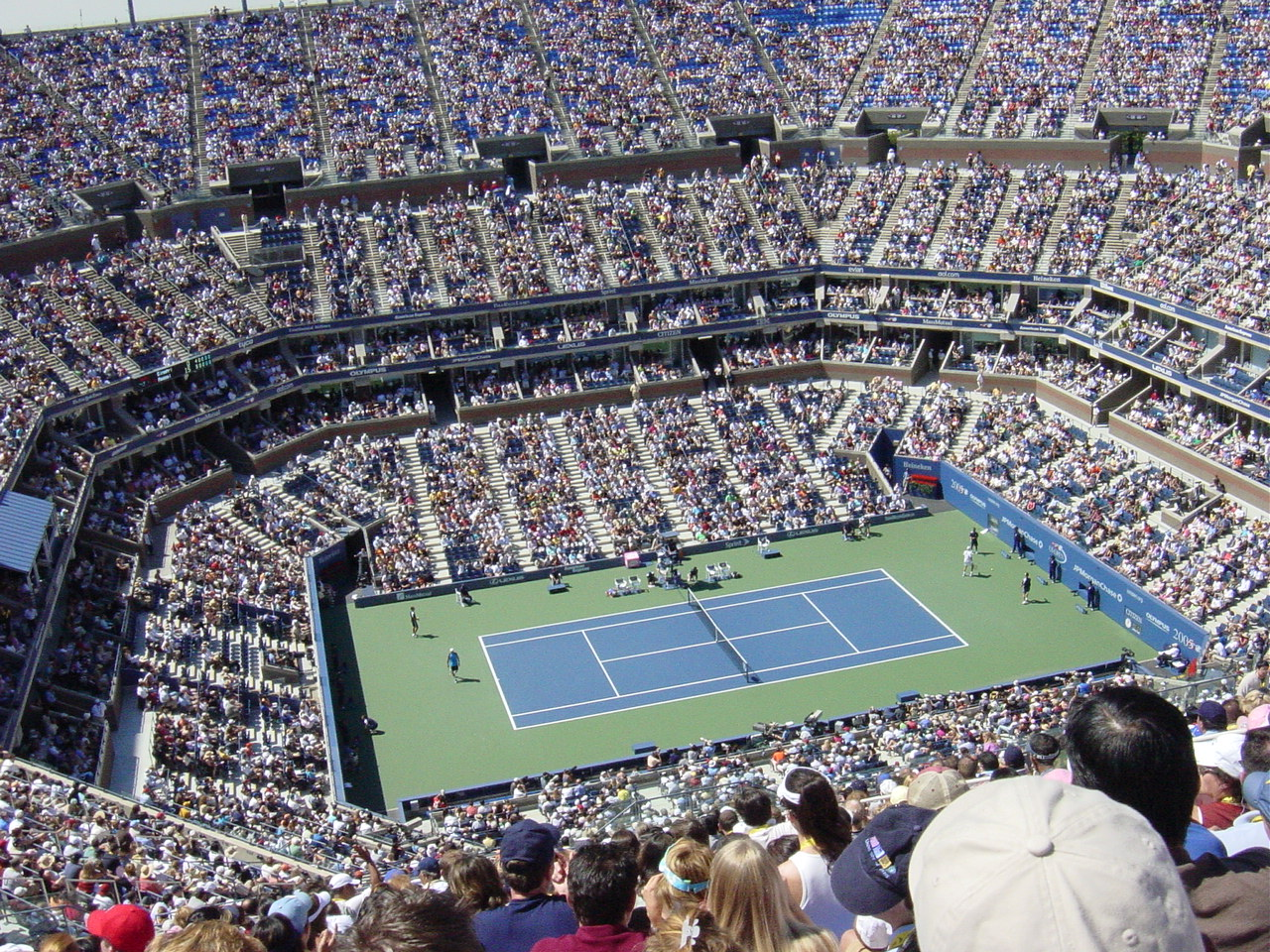
クイーンズ区で行われるテニス全米オープンは、グランドスラム・テニストーナメントの4番目にして最後のイベントである

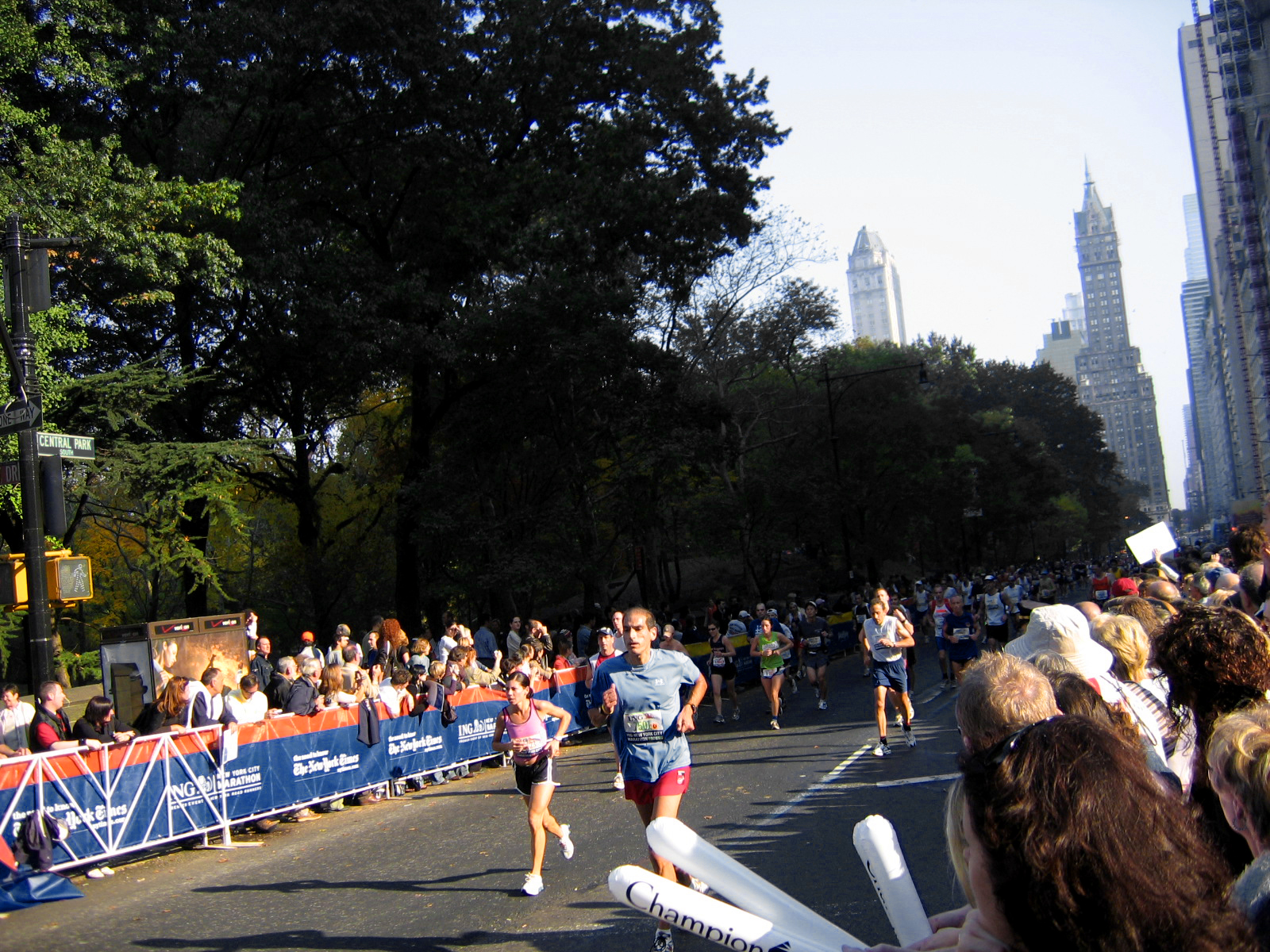
ニューヨークシティマラソンは、世界最大のマラソン大会である

- ニューヨークは『北米4大プロスポーツリーグ』、『メジャーリーグサッカー』および『メジャーリーグクリケット』にそれぞれチームがある。

アメリカンフットボール
ニューヨーク・ジャイアンツ（NFC東地区）とニューヨーク・ジェッツ（AFC東地区）がNFLに加盟している。ただし、両チームとも、ニュージャージー州イーストラザフォードにあるメドウランズ・スタジアムを本拠地としている。MLBのニューヨーク・メッツファンはジェッツを応援する傾向にある。これは、1963年にそれまでのタイタンズから、メッツに呼応して韻を踏んだジェッツへ改称したことに始まるものである（1968年にはNBAのニューヨーク・ネッツ（現・ブルックリン・ネッツ）が続く）。球団間での提携も進んでおり、ジェッツのドラフト1位指名選手がデビュー前にメッツ戦で始球式を行うことが恒例化している。2020年にはXFLのガーディアンズが本拠地を置いた。
野球
ニューヨーク・ヤンキース（AL東地区）とニューヨーク・メッツ（NL東地区）がMLBに加盟している。ニューヨークは「ベースボールの街」と呼ばれるほど野球人気が高い都市で、1903年から1957年まで3球団がニューヨークに本拠地を置いていた。1921年から1956年にかけて、ヤンキース対ニューヨーク・ジャイアンツ（現・サンフランシスコ・ジャイアンツ、NL）もしくはブルックリン・ドジャース（現・ロサンゼルス・ドジャース、NL）のニューヨーク対決となるワールドシリーズが13回もあり、サブウェイ・シリーズと呼ばれた。1957年シーズンを最後にジャイアンツとドジャースが西海岸へ移転し、1962年にメッツが創設された。サブウェイ・シリーズはインターリーグ（交流戦）が実施された1997年以降、レギュラーシーズン中のヤンキース対メッツ戦を指すようになったが、2000年のワールドシリーズがニューヨーク対決となり、本来の意味のサブウェイ・シリーズは14回となった。マイナーリーグのチームとしては、スタテンアイランド・ヤンキースとブルックリン・サイクロンズがある。
MLB球団で最多となるワールドシリーズ優勝回数27回という輝かしい歴史を持つヤンキースはMLBでもトップクラスの人気球団であり、同地区のボストン・レッドソックスとは激しいライバル関係にある。一般にヤンキースよりも庶民派のファンが多いとされるメッツであるが、伝統・人気・成績は名門球団ヤンキースに比べると見劣りし、地元メディアでの扱いも常にヤンキースの影に隠れた形である。本拠地の平均入場料金はヤンキース（ヤンキースタジアム）がMLBで断トツの73ドルなのに対し、メッツ（シティ・フィールド）は37ドル（全体4位）である。ヤンキースには及ばないものの、MLB全体ではメッツの人気も平均以上であり、2009年の調査によれば、MLB30球団の人気ランキングではヤンキースが1位、メッツが11位となっている。
バスケットボール
ニューヨーク・ニックスとブルックリン・ネッツがNBAに、ニューヨーク・リバティがWNBAにそれぞれ加盟している。リバティは当初ニックスと同じマディソン・スクエア・ガーデンをホームアリーナとしていたが、2019年にネッツとともにアリババグループに買収され、ネッツと同じバークレイズ・センターへ変更した。アメリカ国内初の大学レベルのバスケットボール選手権大会であるナショナル・インビテーション・トーナメントは、1938年にニューヨークで開かれ、現在も市で行われている。ハーレムのラッカー・パークは、夏季リーグで多くのプロアスリートたちがプレーするバスケットコートである。
アイスホッケー
ニューヨーク・レンジャース、ニューヨーク・アイランダースがNHLに加盟している。ただし、アイランダーズはロングアイランドのナッソー郡エルモントにあるUBSアリーナを本拠地としている。ニュージャージー州ニューアークにあるプルデンシャル・センターを本拠地とするニュージャージー・デビルスもニューヨーク都市圏のチームとみなされ、北米4大プロスポーツリーグで唯一3チームを擁する都市圏となっている。
サッカー
1996年より開始されたプロサッカーリーグであるメジャーリーグサッカー（MLS）には、ニューヨーク・レッドブルズとニューヨーク・シティFCが加盟している。レッドブルズは、ニュージャージー州ハリソンにあるレッドブル・アリーナをホームスタジアムとしている。シティはヤンキー・スタジアムを、サッカー専用スタジアム建設までの"仮ホームスタジアム"として利用している。なお、シティはシティ・フットボール・グループの一員でもある。さらに2019年より開始されたナショナル・インデペンデント・サッカー・アソシエーションには、ニューヨーク・コスモスが所属している。
クリケット
2023年より開始されたプロクリケットリーグのメジャーリーグクリケット（MLC）にはMIニューヨークが所属している。ホームスタジアムはブルックリン区のマリン・パークに計画中である。2024年にはトゥエンティ20形式のクリケット・ワールドカップがニューヨークで開催される予定であり、ニューヨーク市郊外のナッソー郡に34,000人収容のクリケット専用スタジアムが建設されることで合意した。クリケットは1709年の英領アメリカ時代から言及が始まり、300年以上の歴史がある。南北戦争以前はアメリカで最も人気のあるスポーツであり、ニューヨークでは史上初のクリケットの国際試合として、アメリカ対カナダの試合が1844年に行われた。
テニス
クイーンズではグランドスラムのひとつ、全米オープンが行われる。
プロレスリング
1925年より、マディソン・スクエア・ガーデンを中心に、WWEがプロレスリングの興行を開催している。
マラソン
ニューヨークシティマラソンは世界最大のマラソン大会であり、2007年には完走者3万8,557人を数えたのを始めとして、2004年から2008年までのレースの完走者数は世界の史上記録1位から5位までを占めている。
その他の競技
これらのスポーツ以外にも、ニューヨークではさまざまな大会が行われている。IAAFダイヤモンドリーグを構成するアディダスグランプリはニューヨークで行われる。ミルローズ・ゲームズは、毎年行われるトラックとフィールド競技の大会で、その有名なイベントはワナメーカー・マイルである。2024年9月には女子選手のみのトラックとフィールド競技の大会であるアスロスが開催された。ボクシングもさかんで、毎年、マディソン・スクエア・ガーデンでアマチュア・ボクシング・ゴールデン・グラブズが開かれる。ニューヨークの移民コミュニティと結びついたスポーツも多い。
スティックボールは、野球のストリート版であるが、1930年代にイタリア系、ドイツ系、アイルランド系の労働者階級の若者の間で流行した。スティックボールは今でもよく遊ばれており、ブロンクスのひとつの通りはスティックボール通りと改名された。ストリート・ホッケー、フットボール、サッカーもニューヨークの街中で遊ばれているのをよく見かけることができる。ニューヨークは、老若男女、多くの人がストリートスポーツを楽しんでいることから、「世界最大の都会の遊び場」とも呼ばれている。
1984年には、第7回夏季パラリンピックが、ニューヨークとイギリスのストーク・マンデヴィルで開催された。

## 経済

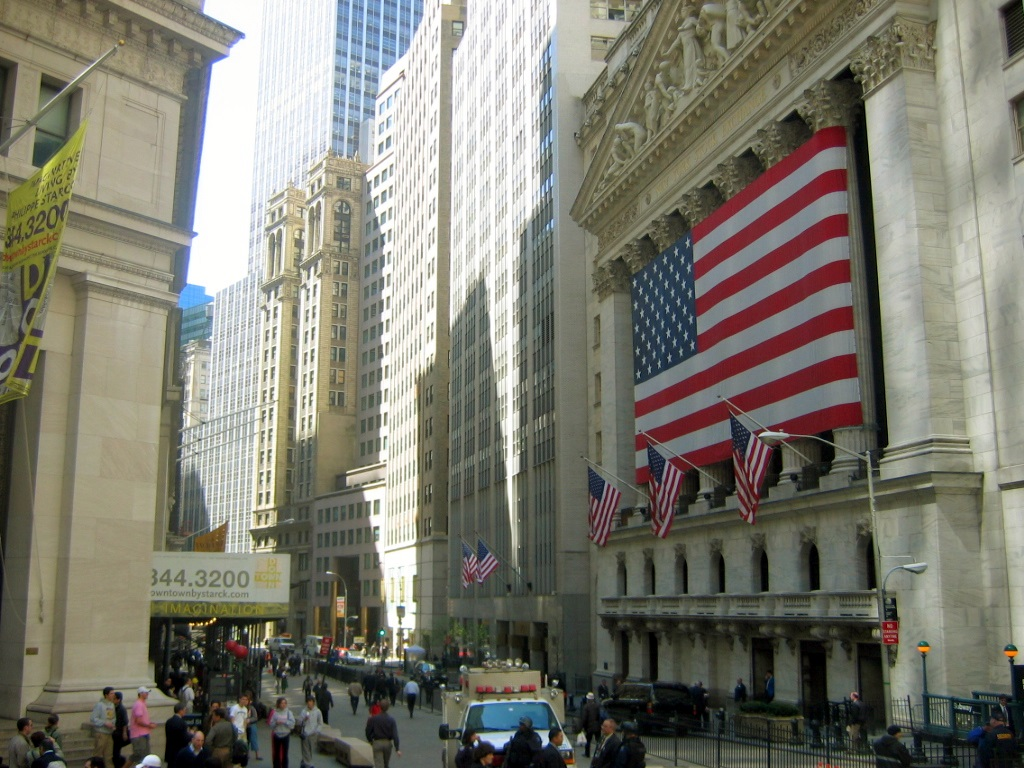
ウォール街にあるニューヨーク証券取引所。世界最大の証券取引所である。

2022年のニューヨーク都市圏の総生産は2兆1,600億ドルであり、都市圏の経済規模としては世界最大である
世界の商業・ビジネスの一大中心地であり、多国籍企業の本社数や資本市場の規模などビジネス分野の総合ランキングでは、世界一の都市と評価された。2022年時点の調査では、世界1位の金融センターである。アメリカの不動産、メディア、芸術などの中心地でもある。
ニューヨーク都市圏の2005年における購買力平価のGMP（都市圏総生産）は、およそ1兆1,300億ドルであり、アメリカ最大の地域経済であるとともに、ITウィーク誌によれば、世界第2位の都市経済である。Cinco Dias誌によれば、ニューヨークは2008年末の時点で世界の金融の40%をコントロールしているとされ、世界最大の金融中心地とされている。
フォーチュン・グローバル500によると、グローバル大企業の本社数が世界で東京、北京、パリに次ぐ4番目に多い都市である。ニューヨークは、外国企業の多さでもアメリカの都市の中で群を抜いている。民間部門の仕事のうち約1割が、外国企業のものである。
アメリカ国内はもとより世界的にも最高級の地価を記録している。パーク・アベニュー450番地は、2007年7月2日に5億1,000ドル（1m2あたり約1万7,104ドル）で取引され、前月にマディソン・アベニュー660番地が1m2あたり約1万5,887ドルで取引された記録を塗り替えた。
日本で1980年末に起きたバブル景気により、三菱地所が1989年にロックフェラー・センターを融資による巨額資金で買収したことがセンセーショナルに報じられ、日航開発がエセックスハウスを買収、ロイヤルホテルが54階建ての超高層ホテルを開業させる（現在のThe London NYC）など、不動産分野でジャパン・マネーが大量に流入し、高級志向の日系ホテルが相次いで開業することになった。しかし、バブル崩壊の煽りを受けてこれらは売却されている。現在マンハッタンでの日系ホテルは、グランド・セントラル駅に面したパーク街に所在する「The Kitano/キタノ・ニューヨーク（北野建設が運営）」のみである。
マンハッタンには、2001年の時点で約3,286万m2のオフィス・スペースがある。
その中でもミッドタウンはアメリカ最大のビジネス地区であり、高層ビルが集中している。ロウアー・マンハッタンは国内3位のビジネス地区であり、ウォール街のニューヨーク証券取引所と、NASDAQがある。両取引所は、1日の取引量と市場全体の資本から見てそれぞれ世界1位・2位の証券取引所である。金融業は、市内の給与所得のうち35%を占めている。不動産業も市の中心産業のひとつであり、2006年現在、ニューヨーク市内の不動産全体の時価総額は8,024億ドルに上った。タイム・ワーナー・センターは、2006年現在で11億ドルという市内最高の時価である。
ニューヨークのテレビ・映画産業は、ハリウッドに次いで国内第2の規模である。ニューメディア、広告、ファッション、デザイン、建築といったクリエイティブな産業が市の雇用の上で占める割合は増加しつつあり、ニューヨークはこうした産業の中で強い競争力を発揮している。いくつもの通信用海底ケーブルのターミナルとしての地位を生かして、バイオテクノロジー、ソフトウェア開発、ゲームデザイン、インターネット・サービスといったハイテク産業もまた成長しつつある。そのほか、医薬研究・技術、非営利団体、大学も雇用を擁する重要な部門である。
製造業の雇用シェアも大きいが、減少傾向にある。被服、科学、金属製品、加工食品、家具などが主要産品である。製造業の中では加工食品がもっとも安定した主要業種である。食品産業の規模は50億ドルで、1万9,000人以上の市民が雇用されている。中でもチョコレートの輸出額は毎年2億3,400万ドルに達している。

## 政府機関

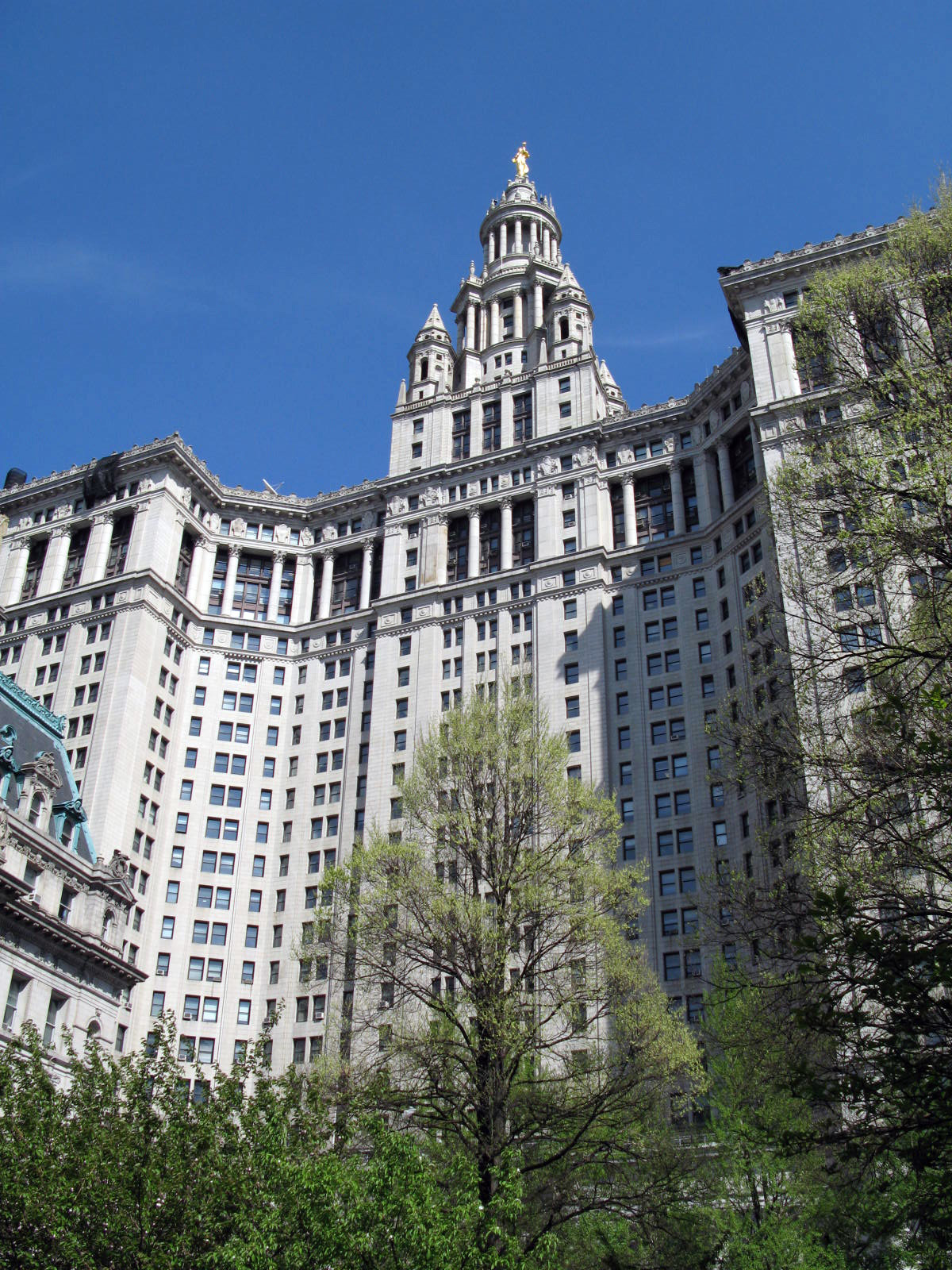
マンハッタン自治体ビル。1898年のニューヨーク市合併以降、市庁舎スペースの需要をまかなうために建てられた40階建ての庁舎である。

1898年に合併して以来、ニューヨークは「強い」市長・議会制をとっている。ニューヨーク市政府の権限は、ほかの多くのアメリカの都市よりも集中している。中央政府は、公教育、矯正施設、図書館、治安、厚生施設、公衆衛生、水道、福祉サービスなどについての権限を有する。市長と市議会議員は、4年の任期で選挙される。市議会は一院制で、各選挙区から選ばれる51人の議員からなる。市長および市議会議員の任期は連続3期までに制限されているが、4年空ければ再選が可能となる。
現在の市長は、民主党のビル・デブラシオである。2002 - 2013年の任期は元民主党、その後共和党（2001年 - 2008年）、そして在職時は無所属のマイケル・ブルームバーグが務めた。彼は、共和党およびニューヨーク独立党の支持を受けて、民主党およびワーキング・ファミリー党に推された対抗馬と争い、2001年（得票率50.3%対47.9%）、2005年（58.4%対39%）、2009年（50.6%対46%）と三選された。同市長は、市の教育システムの権限を州から移管させたことや、都市計画と経済振興、財政の健全化、強力な公衆衛生政策などで有名である。2期目には、学校改革、貧困の削減、厳しい銃規制などを行政の中心課題に置いた。ボストン市長のトーマス・メニーノとともに、2006年、違法な銃器を街から一掃することにより公共の安全を図るという目標を掲げて、「違法な銃器と戦う市長連合」という組織を結成した。一方、公職者の多数派は民主党であり、2008年11月の時点で有権者の67%が民主党支持である。1924年以来、州レベルの選挙や大統領選挙では共和党は勝っていない。選挙公約の中心的な論点は、住宅価格の引下げ、教育、経済振興などであり、労働政策が重要性を持っている。

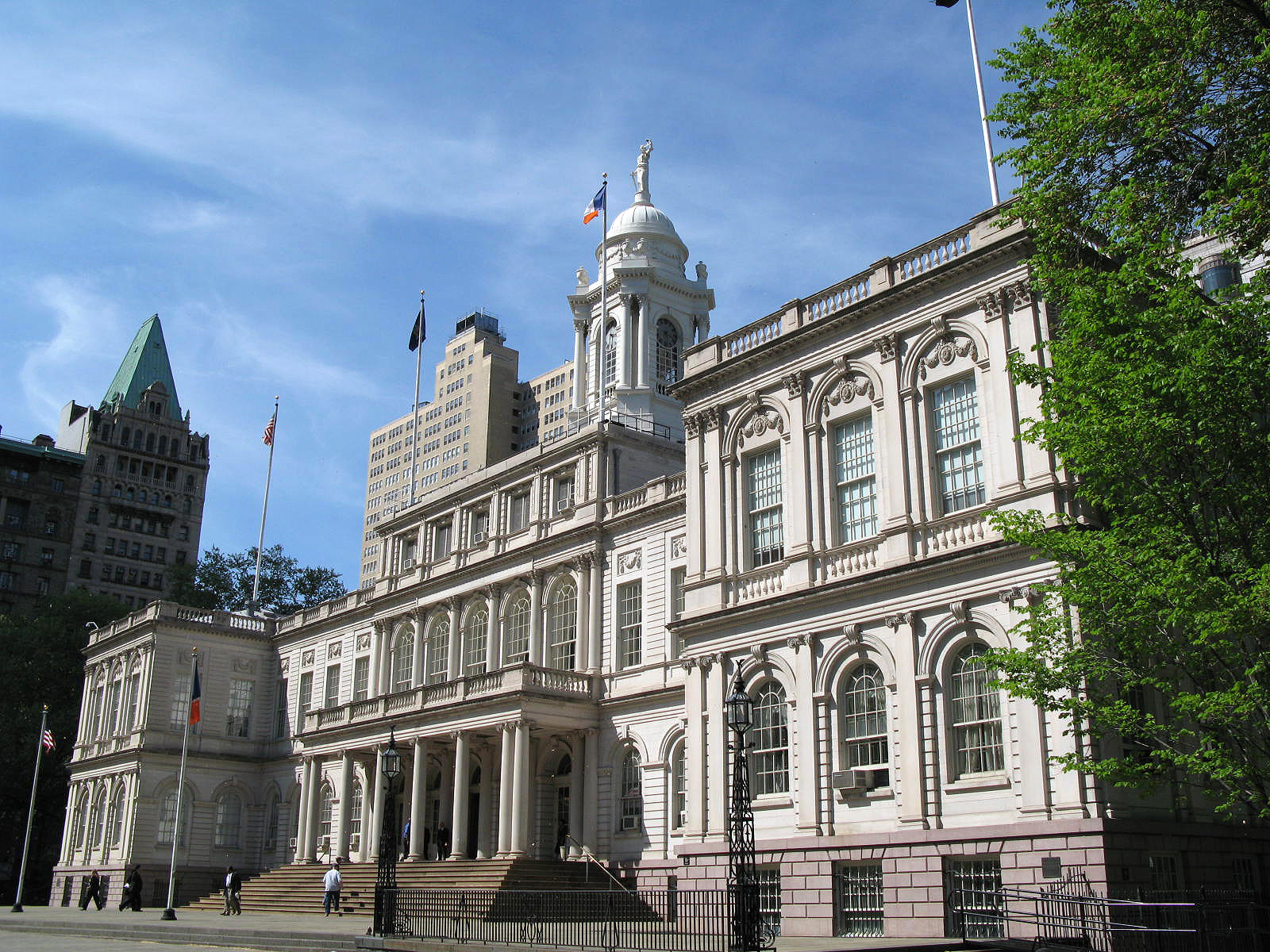
ニューヨーク市庁舎は、現役の市庁舎としてはアメリカ最古である

ニューヨークは、政治資金集めにとってアメリカ国内で最も重要な場所である。ZIPコード別に見た場合、政治献金額トップ5のうち4地区がマンハッタンにある。第1位の「10021」はアッパー・イースト・サイドにあり、2004年の大統領選ではジョージ・W・ブッシュとジョン・ケリーの両候補にとって最大の資金源であった。市と連邦政府・州政府との間の資金関係には大きな不均衡がある。市が連邦政府に支払う税1ドルに対し、市が連邦政府から受け取るサービスは83セントにすぎない（年間の市の支払超過額は114億ドルである）。また、州政府に対する支払超過額は110億ドルである。
各行政区は、ニューヨーク州高位裁判所の置かれる司法区と一致する。そのほかの州裁判所や市裁判所も置かれている。マンハッタンには、ニューヨーク州高位裁判所控訴部第1部が置かれ、ブルックリンには同第2部が置かれている。市庁舎近くには、合衆国ニューヨーク南地区地方裁判所、合衆国第2巡回区控訴裁判所、国際通商裁判所といった連邦裁判所も置かれている。ブルックリンには合衆国ニューヨーク東地区地方裁判所が置かれている。

## 治安

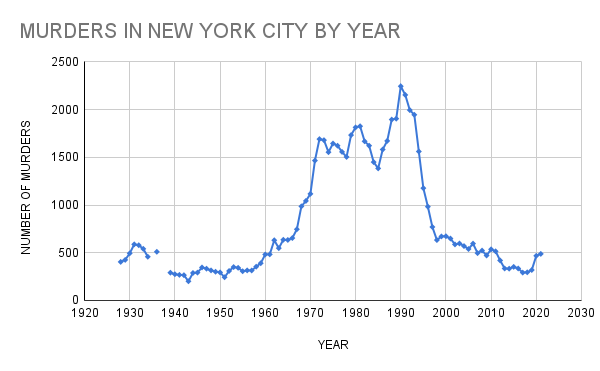
1928年から2021年までのニューヨーク市の殺人既遂認知件数の推移

1820年代の「40人の盗賊」や「ローチ・ガーズ」といったストリートギャングの跋扈以来、ニューヨークは組織犯罪の舞台として見られてきた。20世紀には、五大ファミリーの牛耳るアメリカン・マフィアが台頭した。ブラック・スペーズなどのストリートギャングも20世紀後半に伸張した。また、警察も十分に機能を果たしていなかったため、1969年から1995年の間は殺人事件が1,000件から2,000件も発生するようになっていた。
2005年以来、長年に渡りニューヨークの犯罪発生率はアメリカの25大都市の中で最低を守っていた。1980年代から1990年代初頭にかけての犯罪抑止政策により、多くの地域を吹き荒れたクラックブームの時代と比べ安全になった。2002年までに、ニューヨーク市は人口10万人超のアメリカ216都市の中で、全犯罪の発生率が197位となっている。凶悪犯罪は1993年から2005年までの間に75%減少し、その間、国全体では増加傾向にあったのに対し、減少を続けていた。
殺人既遂事件の認知件数は、1928年以降最も高かった1990年の2,245件に比べて、2005年は539件と4分の1以下となり、2007年には500件を切り、2013年には335件となり、400件未満となった。そして、2017年は292件と72年ぶりに300件未満となり、2018年には290件とさらに減少し、第2次世界大戦が終結した1945年以降、史上最低の認知件数を記録する。しかし、後述のように2019年以降は、新型コロナウイルス感染症流行による影響も受けた形で増加しており、2021年は488件であった。
警察官が被疑者に対して発砲する件数も減っており、2010年は1971年の統計開始以来最低となる93件で、初めての2桁台となった。過去最高が1972年の994件で、2010年はそれのおよそ10分の1である。さらに、それ以降は2012年の105件の増加を除き減少しており、2015年は2010年より25件低い67件となり、1971年以後最低件数であった。また警察官に撃たれて死亡また負傷する者の数も2010年時点では過去最低となり、警察官に銃撃で制圧された者の数は33人であった。そして、それ以降は2012年までは45件と増加したが2013年以降は減少し、2015年は2010年と同じ33人となった。警察官1000人あたりの致死性射撃（Fatal Shooting。被疑者に対する執行実包の危害射撃）の割合も2002年が0.34だったのに対し、2010年は0.24となっている。
これは警察官が射撃を必要とする状況自体が減ったと考えられ、ケリー・ニューヨーク市警察委員長（Police Commissioner、日本の公安委員長に相当）は「警察官の増員と装填弾数の増加にもかかわらず致死性執行件数が減ったのは、警察官の訓練と抑止力が治安向上に貢献したからだ」と述べている。
社会学者や犯罪学者の間では、なぜニューヨークの犯罪発生率がこれほど劇的に減少したのかについて、意見の一致は見られていない。CompStatや割れ窓理論といったニューヨーク市警察のとった新しい戦術の功績であるとする者もいる一方、クラックブームの終焉や人口の変動によるものだとする者もいる。
しかし、2020年ジョージ・フロイドの死後のブラック・ライヴズ・マターによる抗議活動を受けて当時市長であったビル・デブラシオが警察予算の削減を発表。更に、同年3月に刑務所内のCOVID-19感染対策で1500人以上の受刑者を釈放させている。COVID-19による失業者急増などもともない治安が再び急激な悪化を見せ、銃撃事件は1995年と同水準まで急増し、殺人も前年の134%増加という統計が出た。
人種差別的な犯罪も後を絶たず、2022年2月9日には国連韓国政府代表部の外交官がマンハッタンでタクシーを待っていたところ、身元不明の男から暴行を受けたほか、同月13日にもマンハッタンで30代の韓国系女性が、自宅まで後を追ってきたホームレスの男に殺害される事件が発生した。韓国の総領事は、ニューヨーク市関係者と面会し、アジア系を狙った犯罪増加に対する同胞社会の懸念と対応に努力するように伝えた。

## 教育

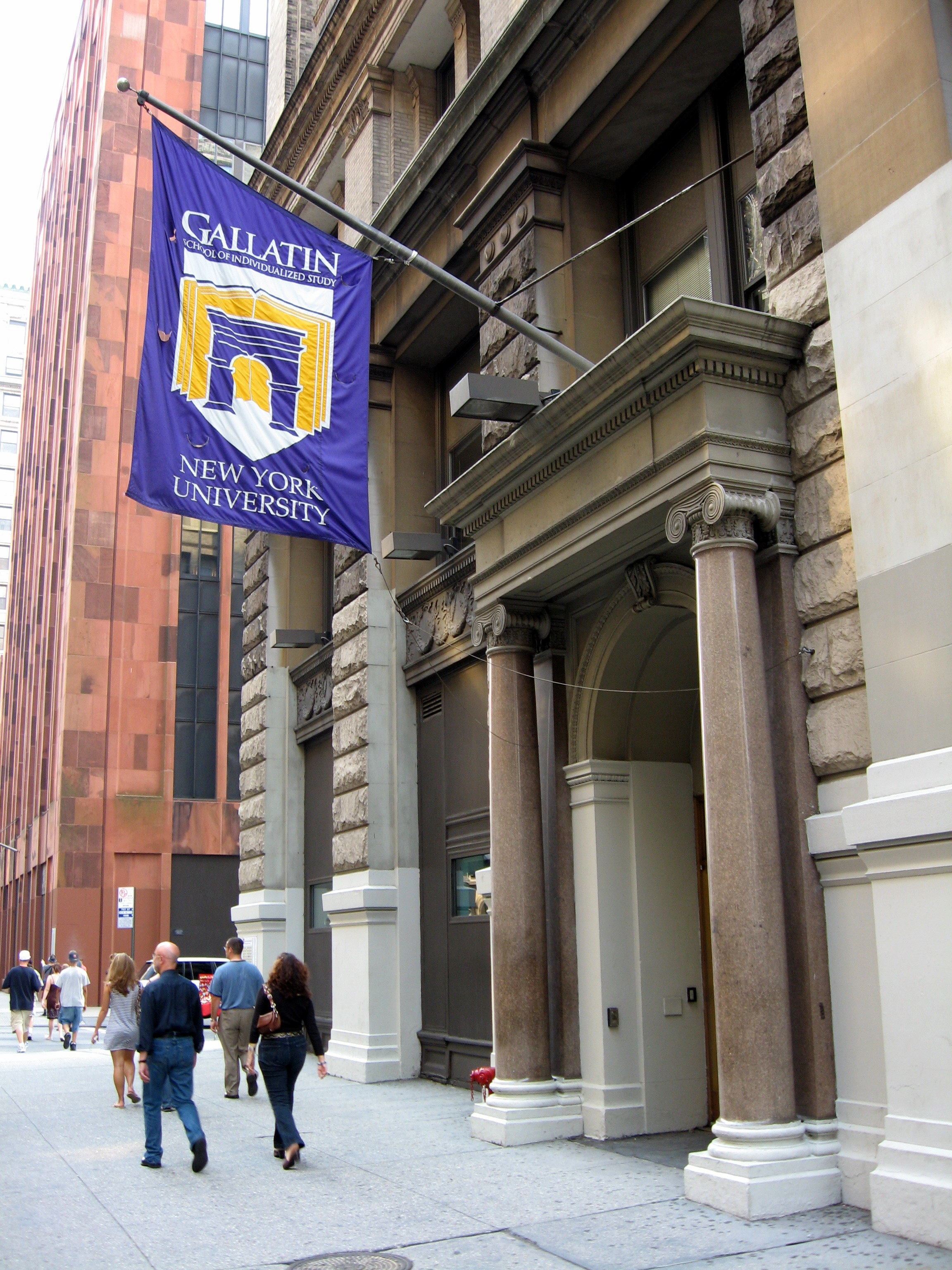
ニューヨーク大学（NYU）

ニューヨーク市の公立学校システムは、ニューヨーク市教育局によって運営されており、アメリカ最大である。約110万人の生徒が、1,200超の小学校・中学校で教育を受けている。そのほか、宗教系・非宗教系あわせておよそ900の私立学校がある。ニューヨークが大学都市だというイメージはあまりないが、実は約59万4,000人の大学生がおり、これはアメリカで最大である。2005年現在、マンハッタンの住民の5人に3人はカレッジの卒業生であり、4人に1人はより高い学位を持っており、アメリカの都市の中でも高学歴の人が集まった都市のひとつである。コロンビア大学、ニューヨーク大学、クーパー・ユニオン、ニュースクール大学、セント・ジョンズ大学、イェシーバー大学、フォーダム大学、ジュリアード音学院、スクール・オブ・ビジュアル・アーツなど、宗教系、専門系など含め多くの名門私立大学がある。また、公的な中等後教育の機関としては、アメリカ国内第3位の規模を持つ公立大学であるニューヨーク市立大学、ニューヨーク州立大学がある。ファッションの中心に相応しく、ファッション・アートの専門教育機関であるニューヨーク州立ファッション工科大学がある。

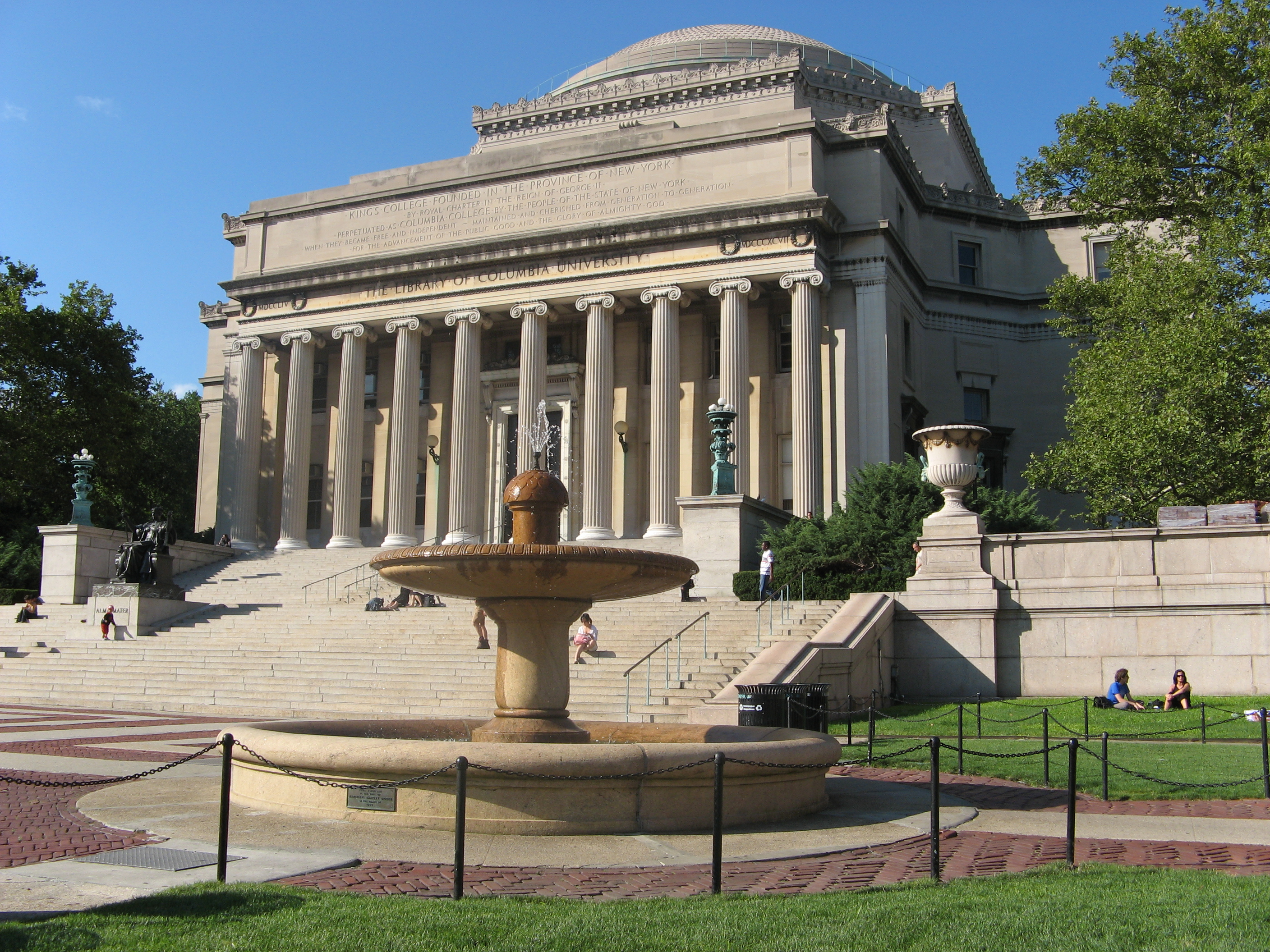
コロンビア大学（CU）

医学・生命科学の分野での研究も盛んである。ニューヨーク市内で年間に授与される学士より上の生命科学の学位はアメリカ国内最大であり、医師免許を有するのは4万人、この地の医療機関から生まれたノーベル賞受賞者は127人いる。アメリカ国立衛生研究所から受ける研究資金額では、アメリカの都市中第2位である。おもな生物医学研究機関としては、メモリアル・スローン・ケタリング癌センター、ロックフェラー大学、SUNYダウンステート・メディカル・センター、アルバート・アインシュタイン医科大学、マウントサイナイ医科大学、ウィール・コーネル・メディカル・カレッジなどがある。
ニューヨーク公共図書館は、アメリカ国内で最大の蔵書数の公共図書館であり、マンハッタン、ブロンクス、スタテンアイランドにサービスを提供している。クイーンズには、クイーンズ行政区公共図書館があり、これは国内第2の公共図書館である。ブルックリンにはブルックリン公共図書館(EN)がある。ニューヨーク公共図書館の組織内には、黒人文化研究アーサー・ションバーグ・センターなど、いくつかの研究図書館がある。

## 交通

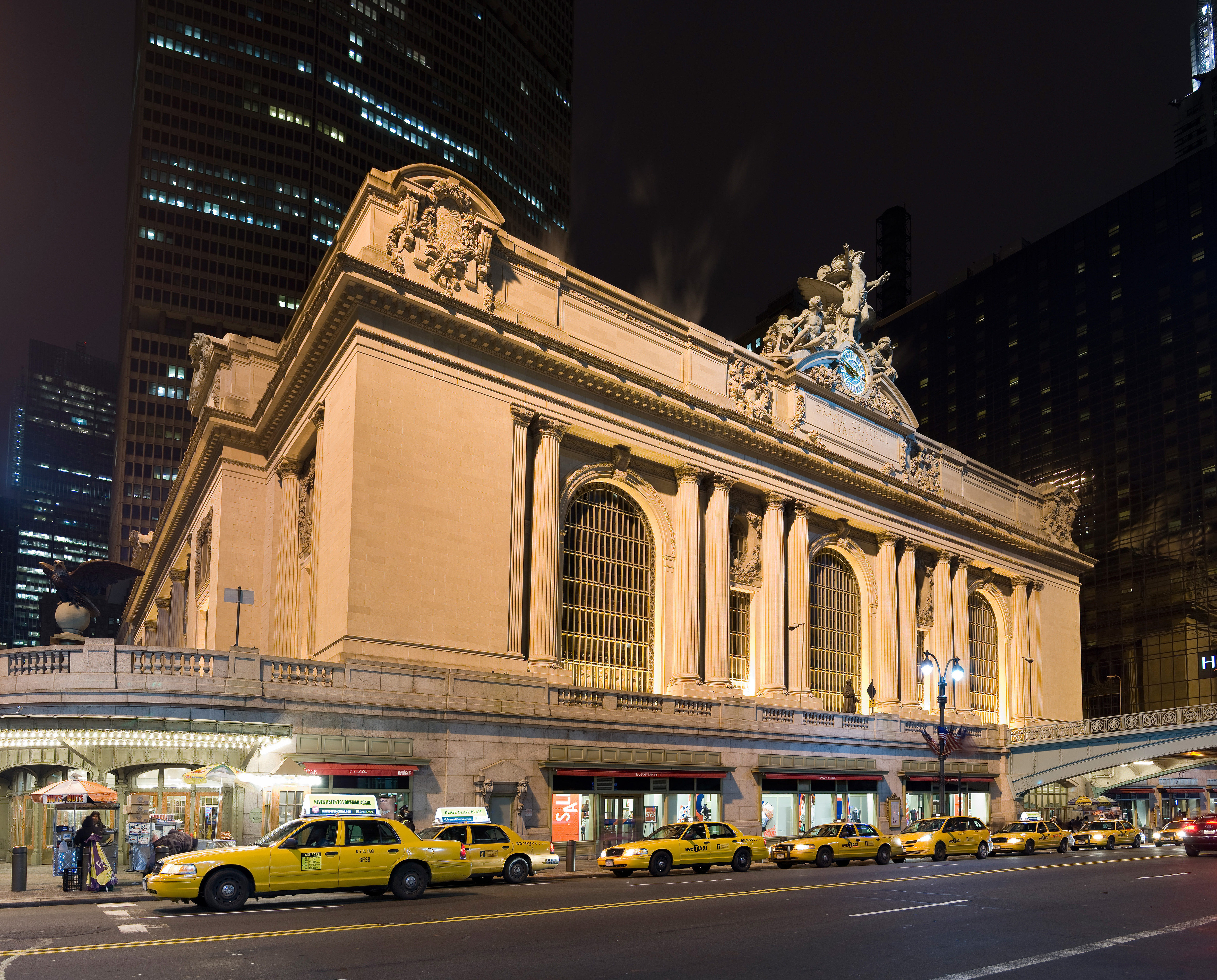
グランド・セントラル駅。同じくニューヨークのペンシルベニア駅とともに、全米でもっとも繁忙な駅である。

ニューヨークでは公共交通機関がきわめて発達しており、それがアメリカのほかの大都市と異なる点である。2005年の数字では、市民の54.6%が公共交通機関を用いて通勤・通学している。アメリカ国内全体の公共交通機関利用者の約3分の1、そして鉄道利用者の約3分の2が、ニューヨークおよびその近郊に住むとされる。ほかの地域では約90%が通勤に自動車を利用しているのとは対照的である。アメリカ合衆国国勢調査局によれば、ニューヨーク市民が通勤にかけている時間は日平均38.4分であり、大都市の中では最長である。

### 鉄道
ニューヨークにはアムトラックが通っており、ペンシルベニア駅を発着する。アムトラックの北東回廊を介して、ボストン、フィラデルフィア、ワシントンD.C.などと結ばれているほか、シカゴ、ニューオーリンズ、マイアミ、トロント、モントリオールなどとも長距離鉄道でつながっている。

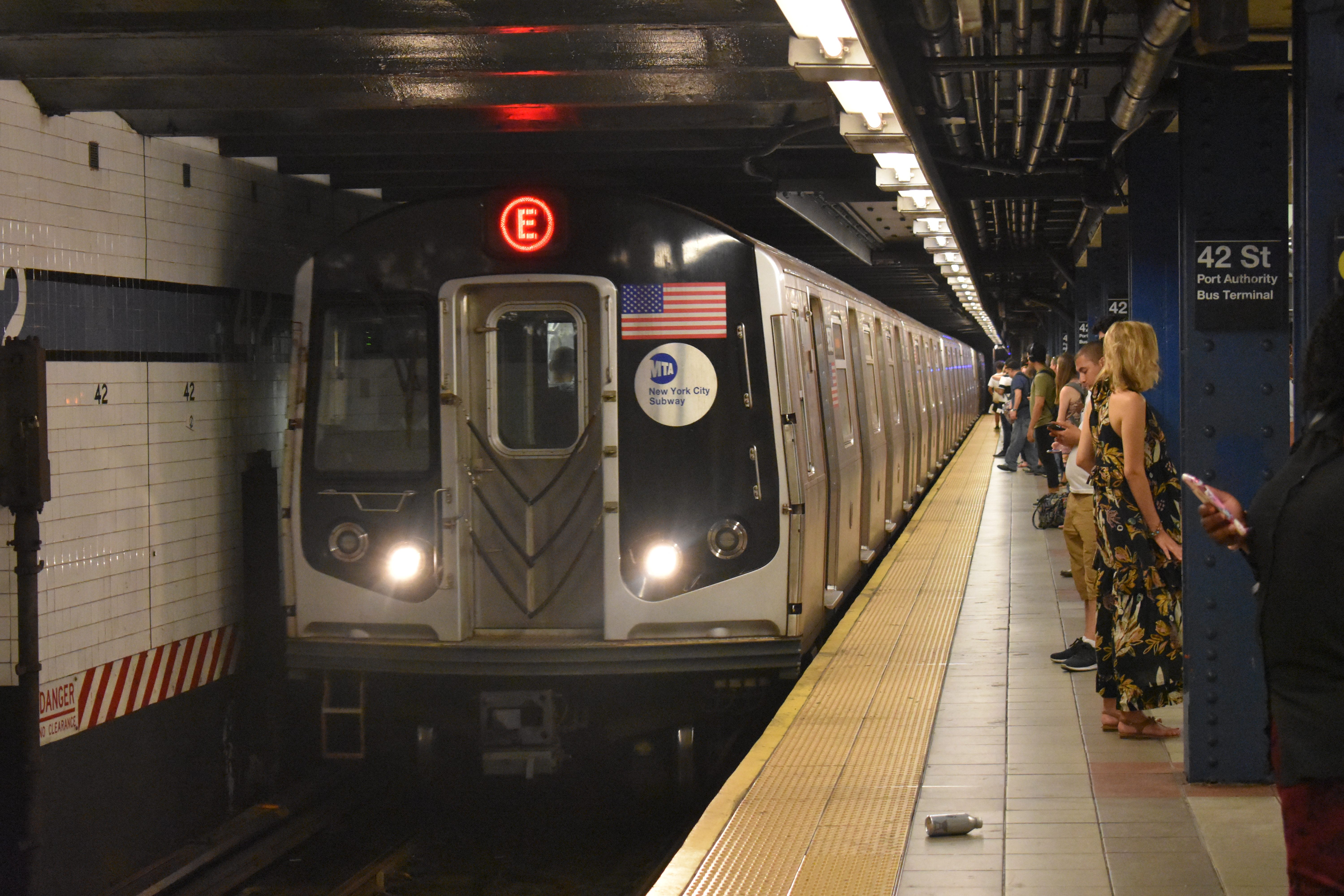
ニューヨーク市地下鉄R160形

ニューヨーク市地下鉄は、営業駅数468であり、その数からすると世界最大の地下鉄網である。年間乗客数（2006年で延べ15億人）でいえば世界3位である。ロンドン地下鉄、パリのメトロ、モントリオール地下鉄、ワシントンメトロ、マドリード地下鉄、東京地下鉄など、ほとんどの都市で夜間閉鎖されるのに対し、ほぼ全線で1日24時間営業していることも大きな特徴である。
市とそれを取り巻くトライステート・リージョン（ニュージャージー州、ニューヨーク州、コネチカット州の都市域）は鉄道によって結ばれており、ロングアイランド鉄道、メトロノース鉄道、ニュージャージー・トランジットが走っている。これらの鉄道網は、グランド・セントラル駅とペンシルベニア駅に集中しており、250以上の駅と20以上の路線がある。
そのほか，スタテンアイランドを走るスタテンアイランド鉄道、ニューヨーク市地下鉄とニュージャージー州北西部とを結ぶパストレインがある。

### バス
ニューヨーク市都市交通局（MTA）のバスは、5つの行政区すべてを走っている。バス停の数は1万2,507か所である。2008年の1年間で延べ7億4,700万人が利用しており、利用者数ではロサンゼルス、シカゴなど2位以下を大きく超えている。
ポート・オーソリティ・ターミナルには、1日に7,000本のバスが発着し、1日に20万人の通勤客が利用している。世界でもっとも繁忙なバス・ステーションである。

### 空路

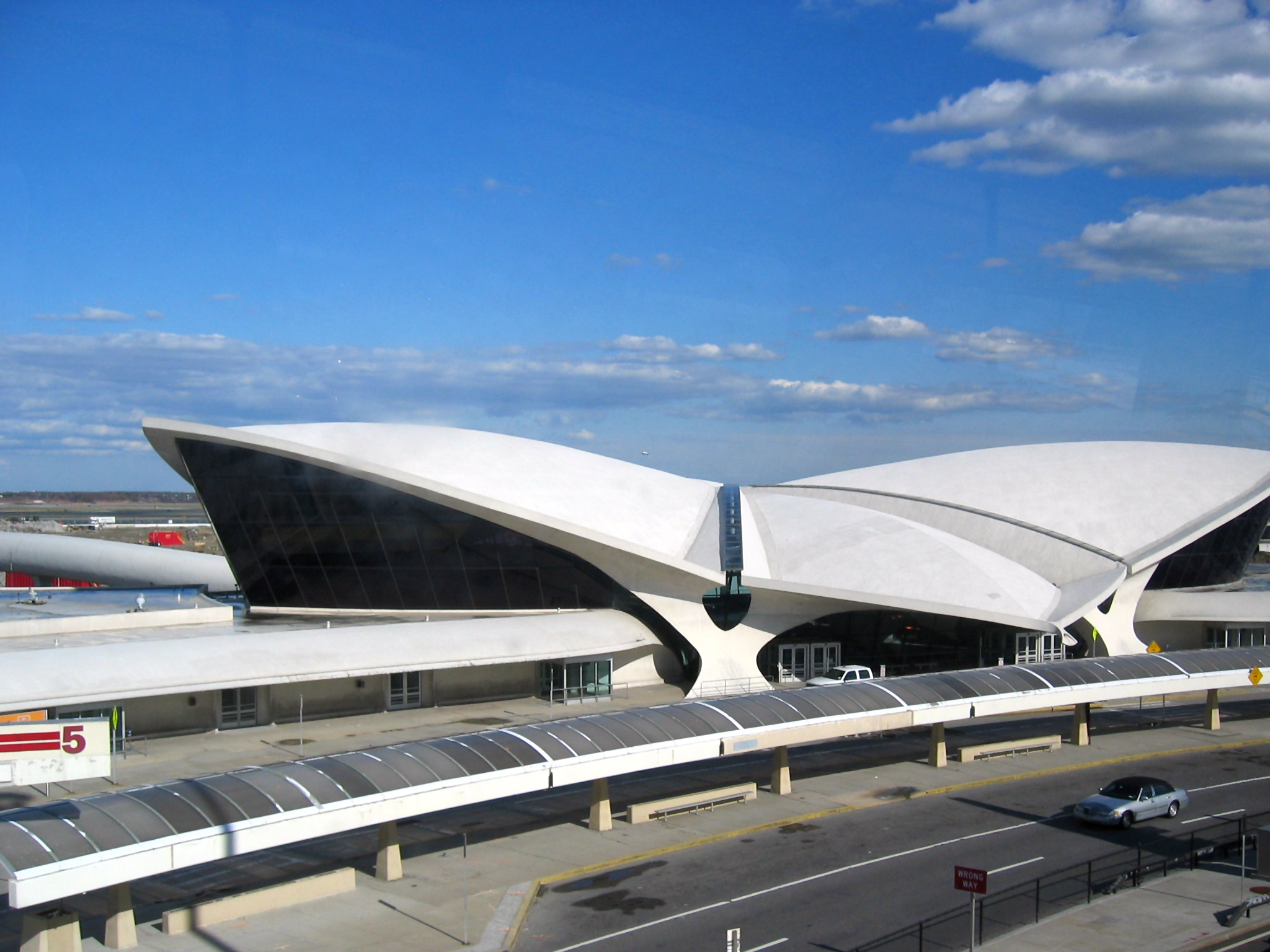
ジョン・F・ケネディ国際空港のTWAホテル

ニューヨークは、国際旅客にとってアメリカへの最大の玄関口である。ニューヨークへのアクセスには、ジョン・F・ケネディ国際空港（クイーンズ区）、ニューアーク・リバティー国際空港（ニュージャージー州）、ラガーディア空港（クイーンズ区）の3つの大空港がある。
特にジョン・F・ケネディ空港は、全世界の空の便の拠点となっている。また、4つ目の空港として、ニューヨーク州ニューバーグ近郊のスチュワート国際空港が、上記3空港を管理するニューヨーク・ニュージャージー港湾公社に吸収され、増大する旅客に対応するための緩和空港として拡張整備される計画がある。2005年、約1億人の旅客が3空港を利用しており、ニューヨーク市の上空はアメリカ国内でもっとも混み合った空路となっている。2004年において、ジョン・F・ケネディとニューアークから国外に出発する旅客は、アメリカを発つ旅客のうち約4分の1を占める。

### その他
ニューヨークでは、公共交通機関の利用者が多いこと、自転車利用者が多いこと（1日12万人）、徒歩通勤者も多いことから、アメリカ国内の主要都市中でもっともエネルギー効率の高い都市となっている。市内の移動方法の中で、徒歩と自転車は21%を占め、全国の都市圏での割合8%と比べると相当高い。
公共交通機関網を補完するように、ニューヨークには高速道路、公園道路（パークウェイ）が広がっており、ニュージャージー州北部、ニューヨーク州ウエストチェスター郡、ロングアイランド、コネチカット州南西部と市内を結んでいる。これらの道路は郊外からの通勤道路として何百万人にも利用されており、特にラッシュ時には毎日のように交通渋滞が起こり、何時間も立ち往生することもまれではない。ジョージ・ワシントン・ブリッジは、世界でも自動車の通行でもっとも混雑する橋のひとつだとされている。
1811年委員会計画による街路のグリッド化が、市の町並みとその発展に大きな影響を与えた。多数のストリートとアヴェニューの中でも、ブロードウェイ、ウォール街、マディソン街などは、アメリカにおいて、それぞれ自国の劇場、金融、広告産業を指す言葉としても使われている。

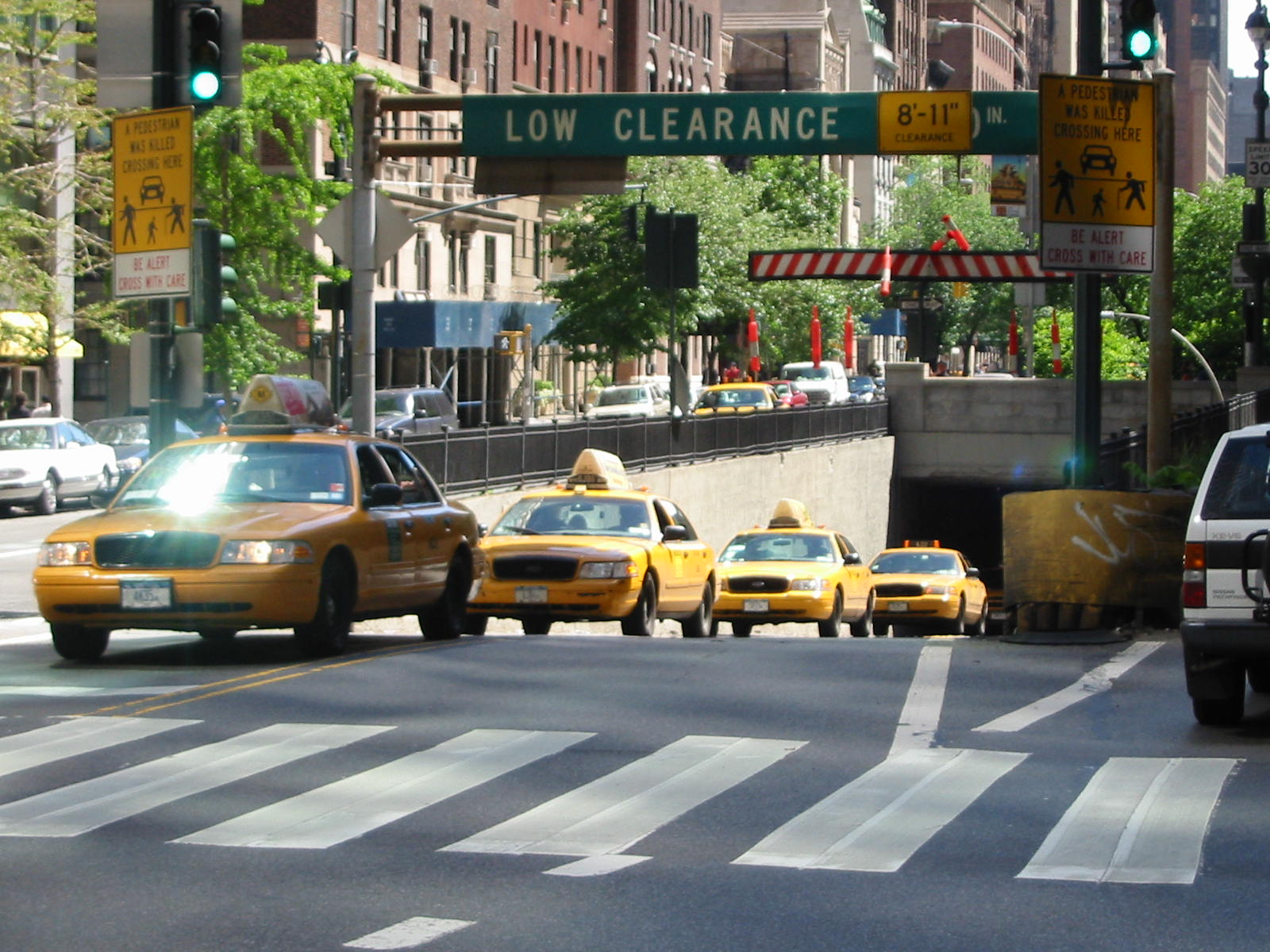
イエローキャブ

そのほか、ニューヨークの交通網を支える足には次のようなものがある。
- 北アメリカ最長の吊り橋、ヴェラザノ・ナローズ・ブリッジ[197]
- 世界初の機械換気による輸送トンネルであるホランド・トンネル[198]
- ルーズベルト島とマンハッタンを結ぶロープウェー、ルーズベルト・アイランド・トラムウェイ
- 1万2,000台を超えるイエローキャブと呼ばれるタクシー[199]
- マンハッタンと市の内外各所とを結ぶフェリー
アメリカでもっとも繁忙なフェリーが、スタテンアイランドとロウアー・マンハッタンとの間8.4キロを結ぶスタテンアイランド・フェリーであり、年間1,900万人超の乗客を運ぶ。

## 人口動態

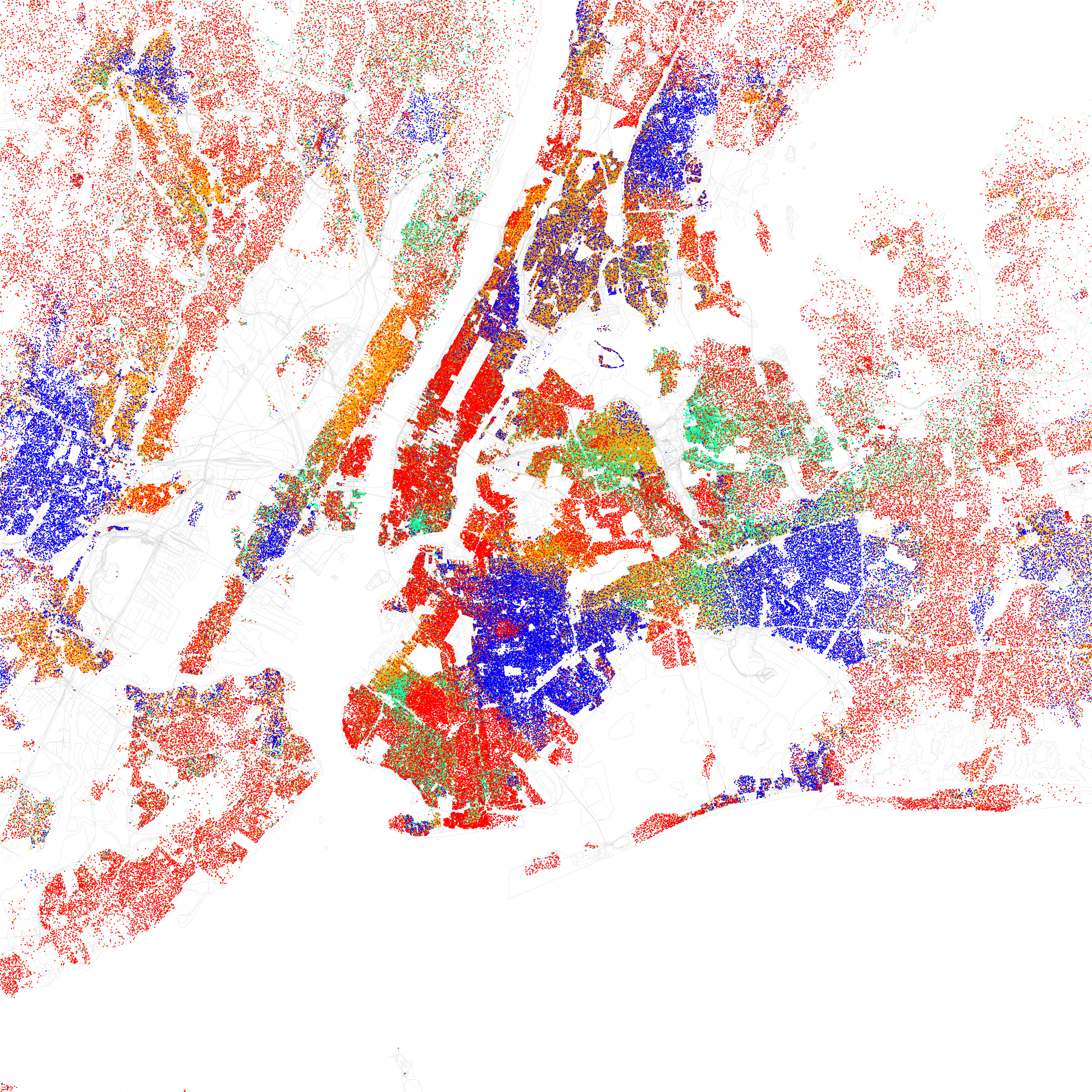
ニューヨークの人種分布の地図、2010年米国国勢調査。 各ドットには25人がいます：白人、黒人、アジア人、ヒスパニック人、またはその他（黄色）

ニューヨーク市の人口はアメリカ最大であり、2010年の国勢調査では8,175,133人（1980年国勢調査時から約110万人増）となっている。これはニューヨーク州の人口の約42.2%にあたる。ここ30年、市の人口は増加傾向にあり、人口学者は市の人口は2030年までに920から950万人に達するであろうと推計している。
ニューヨークの人口で特徴的なのが、人口密度の高さと、文化的な多様性である。市の人口密度は1km2あたり1万194人であり、人口10万人以上の自治体の中ではもっとも高い。マンハッタンの人口密度は1km2あたり2万5,846人であり、アメリカの郡の中で1位である。
人口の多様性も著しい。歴史を通じて、ニューヨークは移民が流入してくる玄関口であった。「人種のるつぼ （melting pot）」という言葉は、最初、ロウアー・イースト・サイドの人口密度の高い移民地区を指す新語として作られた。現在、市人口の36.7%が外国生まれであり、3.9%はプエルトリコ、米国の諸島生まれ、またはアメリカ人の親を持って外国で生まれた者である。これより外国人人口の比率が高いのは、ロサンゼルスとマイアミだけである。両都市の場合は、いくつかの国籍によってほとんどが占められているが、ニューヨークの場合は、支配的な国籍や出身地は特にない。現代の移民の出身地で多いのは、ドミニカ共和国、中国、ジャマイカ、ガイアナ、メキシコ、エクアドル、ハイチ、トリニダード・トバゴ、コロンビア、ロシアである。市内ではおよそ170の言語が話されている。21世紀の現代においてもなお、不法移民に寛容的な施策をとる聖域都市の代表例であり、統計に反映されない住民も多数存在する。
ニューヨーク都市圏は、イスラエル外における最大のユダヤ人コミュニティをなしている。テルアビブ市域（都市圏ではなく、自治体の境界内）の人口も、ニューヨーク市域のユダヤ人口に及ばないため、ニューヨークは世界最大のユダヤ人コミュニティであるといえる。フィオレロ・ラガーディア市長や「ニューヨークのマスタービルダー」と呼ばれたロバート・モーゼスなどニューヨークの著名人にユダヤ系は多く、ニューヨーク市民の約12%がユダヤ人またはユダヤ系の子孫である。また、インド系アメリカ人の人口も大きく、アメリカ国内の約4分の1が集まっている。アフリカ系アメリカ人のコミュニティもアメリカの都市の中で最大である。そのほか、ニューヨーク都市圏の中国系人口は、アジア外の都市圏で最大であり、2007年コミュニティ調査の時点で61万9,427人で、チャイナタウンも少なくとも6つを数える。
2005年推計で、5大民族集団は、プエルトリコ系、イタリア系、カリブ系、ドミニカ系、中国系である。ニューヨークのプエルトリコ系人口は、プエルトリコ外で最大である。イタリア系は、20世紀初頭に大量に流入した。アイルランド系は、第6位の民族集団であり、同じく重要な地位を占めている。ヨーロッパ系のニューヨーク市民50人に1人には、Y染色体に、アイルランドの5世紀の王、九虜囚のニールにまでさかのぼる遺伝学的特徴を有している。
アメリカ合衆国統計局が実施した2005年から2007年のアメリカコミュニティ調査の時点で、市人口の44.1%が白人（非ヒスパニックは35.1%）である。黒人ないしアフリカ系アメリカ人は市人口の25.2%（非ヒスパニックは23.7%）、ネイティブ・アメリカンは0.4%（非ヒスパニックは0.2%）、アジア系は11.6%（非ヒスパニックは11.5%）、太平洋諸島系は0.1%未満である。その他の人種は16.8%（非ヒスパニックは1.0%）、2つ以上の人種の混血は1.9%（非ヒスパニックは1.0%）である。ヒスパニック、ラテン系は市人口の27.4%である。
所得格差は大きい。2005年現在、もっとも富裕な地域における世帯所得の中央値（メディアン）は18万8,697ドルであるのに対し、もっとも貧困な地域では9,320ドルである。高所得者層における給与の上昇と、中・低所得者層における給与の停滞によって、格差は広がりを見せている。2006年、マンハッタンの週平均賃金は1,453ドルで、アメリカ国内の郡としては最高で、成長率も高い。また、マンハッタンではアメリカ内で珍しいベビーブームを迎えている。2000年以来、マンハッタン内に住む5歳未満の子どもの数は32%以上増加している。
賃貸不動産の空室率（空地率）は3%から4.5%の間で、住宅景況の危険ラインとされる5%を十分下回っており、賃料規制政策の正当性を主張する根拠とされている。賃貸物件の約33%が、賃料規制の対象となっている。ニューヨークで住居を探すのは、特に手頃な値段で求めようとすると、かなり難しいことである。

### 都市圏人口
ニューヨークの都市圏、および広域都市圏を形成する各郡の人口は以下の通りである（2010年国勢調査）。
| ニューヨーク・北ニュージャージー・ロングアイランド都市圏 | ニューヨーク・北ニュージャージー・ロングアイランド都市圏 | ニューヨーク・北ニュージャージー・ロングアイランド都市圏 |
| 郡                                                       | 州                                                       | 人口                                                     |
| -------------------------------------------------------- | -------------------------------------------------------- | -------------------------------------------------------- |
| ニューヨーク郡（マンハッタン）                           | ニューヨーク州                                           | 1,585,873人                                              |
| キングス郡（ブルックリン区）                             | ニューヨーク州                                           | 2,504,700人                                              |
| クイーンズ郡（クイーンズ区）                             | ニューヨーク州                                           | 2,230,722人                                              |
| ブロンクス郡（ブロンクス区）                             | ニューヨーク州                                           | 1,385,108人                                              |
| リッチモンド郡（スタテンアイランド）                     | ニューヨーク州                                           | 468,730人                                                |
| サフォーク郡                                             | ニューヨーク州                                           | 1,493,350人                                              |
| ナッソー郡                                               | ニューヨーク州                                           | 1,339,532人                                              |
| ウエストチェスター郡                                     | ニューヨーク州                                           | 949,113人                                                |
| バーゲン郡                                               | ニュージャージー州                                       | 905,116人                                                |
| ミドルセックス郡                                         | ニュージャージー州                                       | 809,858人                                                |
| エセックス郡                                             | ニュージャージー州                                       | 783,969人                                                |
| ハドソン郡                                               | ニュージャージー州                                       | 634,266人                                                |
| モンマス郡                                               | ニュージャージー州                                       | 630,380人                                                |
| オーシャン郡                                             | ニュージャージー州                                       | 576,567人                                                |
| ユニオン郡                                               | ニュージャージー州                                       | 536,499人                                                |
| パサイク郡                                               | ニュージャージー州                                       | 501,226人                                                |
| モリス郡                                                 | ニュージャージー州                                       | 492,276人                                                |
| サマセット郡                                             | ニュージャージー州                                       | 323,444人                                                |
| ロックランド郡                                           | ニューヨーク州                                           | 311,687人                                                |
| サセックス郡                                             | ニュージャージー州                                       | 149,265人                                                |
| ハンタードン郡                                           | ニュージャージー州                                       | 128,349人                                                |
| パットナム郡                                             | ニューヨーク州                                           | 99,710人                                                 |
| パイク郡                                                 | ペンシルベニア州                                         | 57,369人                                                 |
| 合計                                                     | 合計                                                     | 18,897,109人                                             |

| ニューヨーク・ニューアーク・ブリッジポート広域都市圏     | ニューヨーク・ニューアーク・ブリッジポート広域都市圏     | ニューヨーク・ニューアーク・ブリッジポート広域都市圏     | ニューヨーク・ニューアーク・ブリッジポート広域都市圏 |
| 都市圏/小都市圏                                          | 郡                                                       | 州                                                       | 人口                                                 |
| -------------------------------------------------------- | -------------------------------------------------------- | -------------------------------------------------------- | ---------------------------------------------------- |
| ニューヨーク・北ニュージャージー・ロングアイランド都市圏 | ニューヨーク・北ニュージャージー・ロングアイランド都市圏 | ニューヨーク・北ニュージャージー・ロングアイランド都市圏 | 18,897,109人                                         |
| ブリッジポート・スタンフォード・ノーウォーク都市圏       | フェアフィールド郡                                       | コネチカット州                                           | 916,829人                                            |
| ニューヘイブン・ミルフォード都市圏                       | ニューヘイブン郡                                         | コネチカット州                                           | 862,477人                                            |
| ポキプシー・ニューバーグ・ミドルタウン都市圏             | オレンジ郡                                               | ニューヨーク州                                           | 372,813人                                            |
| ポキプシー・ニューバーグ・ミドルタウン都市圏             | ダッチェス郡                                             | ニューヨーク州                                           | 297,488人                                            |
| トレントン・ユーイング都市圏                             | マーサー郡                                               | ニューヨーク州                                           | 366,513人                                            |
| トリントン小都市圏                                       | リッチフィールド郡                                       | コネチカット州                                           | 189,927人                                            |
| キングストン都市圏                                       | アルスター郡                                             | ニューヨーク州                                           | 182,493人                                            |
| 合計                                                     | 合計                                                     | 合計                                                     | 22,085,649人                                         |

### 市域人口推移
以下にニューヨーク市における1698年から2010年までの国勢調査における人口推移を表で、また1790年から2010年までの人口推移をグラフで示す。なお、1790年以降は10年ごとの国勢調査による数値であり、また、1900年以降は5つの行政区の合算である。

## 姉妹都市
全米国際姉妹都市協会（Sister Cities International）加盟都市。
- 東京、日本（1960年-）
- 北京、中華人民共和国（1980年-）
- マドリード、スペイン（1982年-）
- カイロ、エジプト（1982年-）
- サントドミンゴ、ドミニカ共和国（1983年-）
- ローマ、イタリア（1992年-）
- ブダペスト、ハンガリー（1992年-）
- エルサレム、イスラエル（1993年-）
- ロンドン、イギリス（2001年-）
- ヨハネスブルグ、南アフリカ共和国（2003年-）

ニューヨーク市には、公式の姉妹都市が10都市ある。
北京以外の都市は、ニューヨークと同様、各国でもっとも人口の多い都市である。他方、ヨハネスブルグ以外の都市は、事実上または法制上の首都である点でニューヨークと異なる。